# Wallfahrt

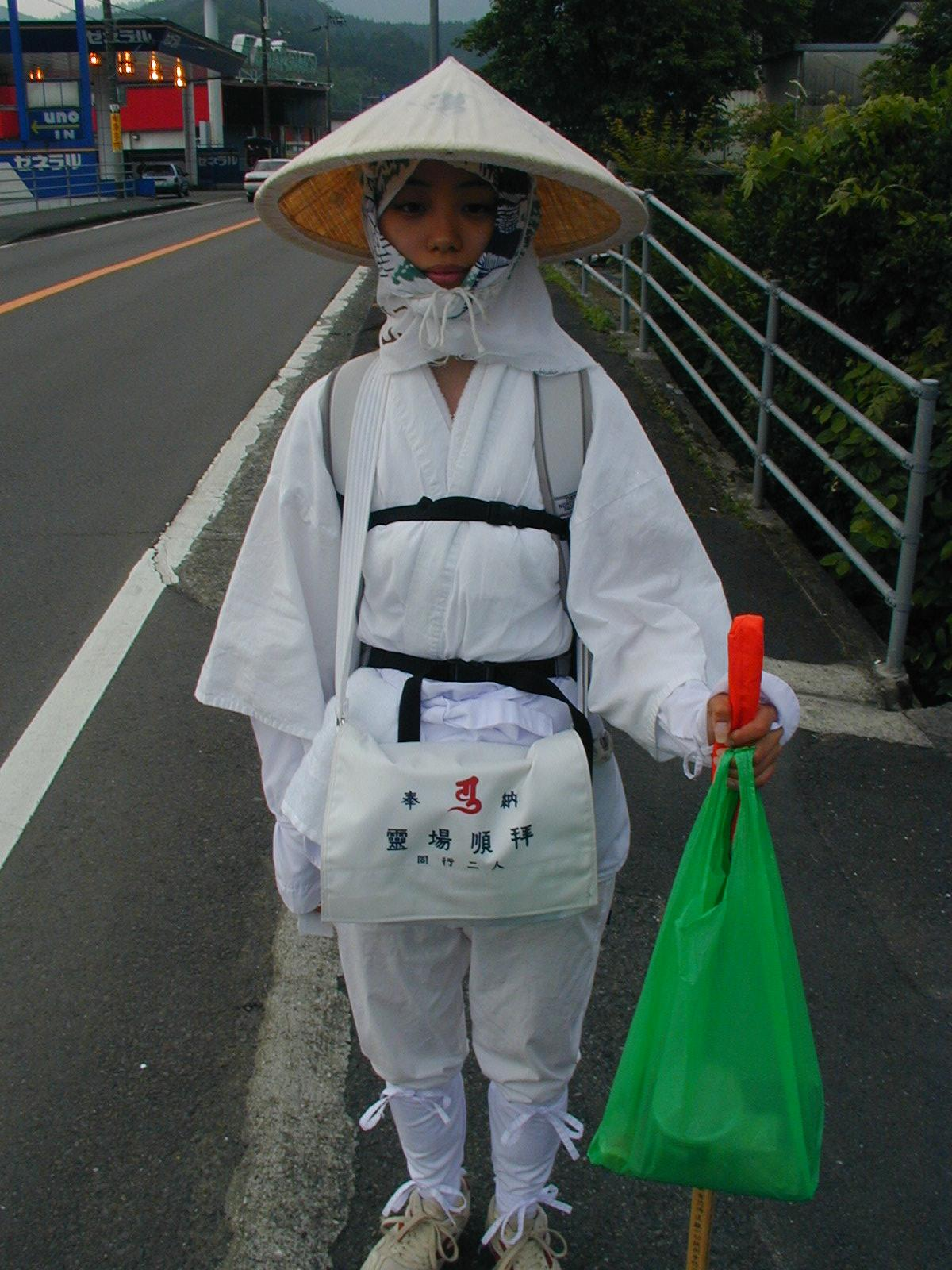
Eine japanische Wallfahrerin beim Iwamoto-ji auf dem Shikoku-Pilgerweg

Eine Wallfahrt (von „wallen“, in eine bestimmte Richtung ziehen, „fahren“, unterwegs sein) oder Pilgerfahrt, lateinisch Peregrinatio religiosa, auch Kirchfahrt, ist das Zurücklegen eines Pilgerweges zu Fuß oder mit einem Transportmittel, an dessen Ziel eine Pilgerstätte besucht wird. Sie kann unternommen werden, um ein religiöses Gebot, eine Buße oder ein Gelübde zu erfüllen oder in der Hoffnung auf die Erhörung eines Gebets und wird auch als Pilgerreise, Pilgerfahrt, Betfahrt und im Islam als Haddsch oder Ziyāra bezeichnet.
Bei einer Wallfahrt steht nicht der Weg, sondern das Ziel im Vordergrund, in der Regel ein Heiligtum. Bei einer Prozession hingegen steht der Vorgang des Schreitens als „kollektive Gebärde einer Kultgemeinde“, oft als Abschreiten oder Umschreiten (vgl. Pradakshina), im Mittelpunkt.
In früheren Jahrhunderten hatte die Wallfahrt asketischen Charakter, denn Fernreisen waren gefährlich. Dies ist durch moderne Transportmittel und touristische Infrastruktur in der Regel nicht mehr der Fall. Daher gewinnen die rituellen Handlungen am Ziel an Bedeutung. Religiös motiviertes Reisen im weiteren Sinn wird auch als Religionstourismus bezeichnet.

## Vor- und frühgeschichtliches Europa
Vermutlich gab es bereits in der Vorgeschichte überregionale Kultzentren, sowohl Berge und andere Landschaftsformen, die die Aufmerksamkeit der Menschen auf sich zogen, als auch die monumentalen Steinsetzungen der Megalithkultur. In diesem Sinn werden beispielsweise die Steinritzungen in Valcamonica und auf dem Mont Bégo als Zeugnisse vorgeschichtlicher Wallfahrten gedeutet.

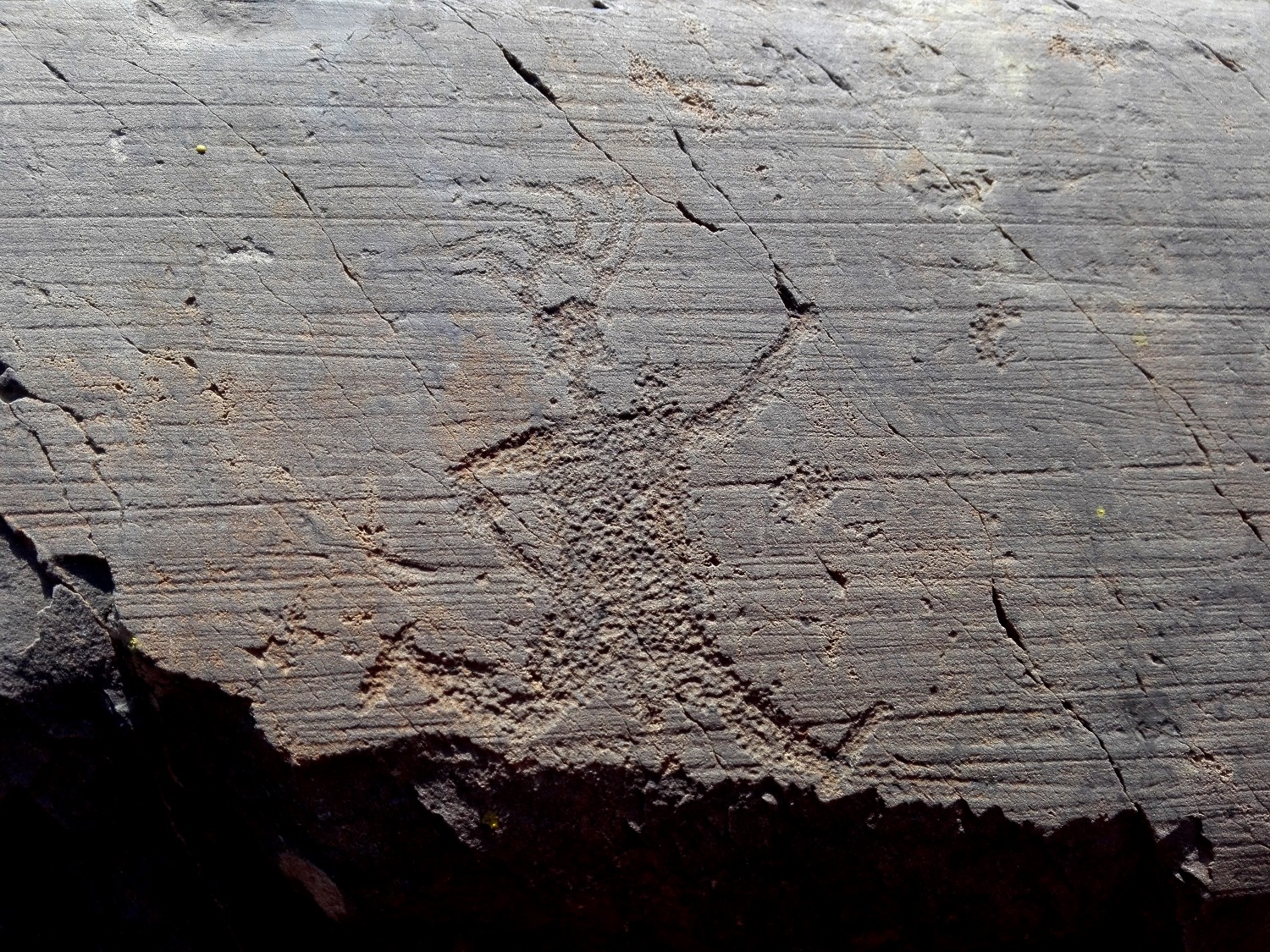
Felsritzung, Valcamonica
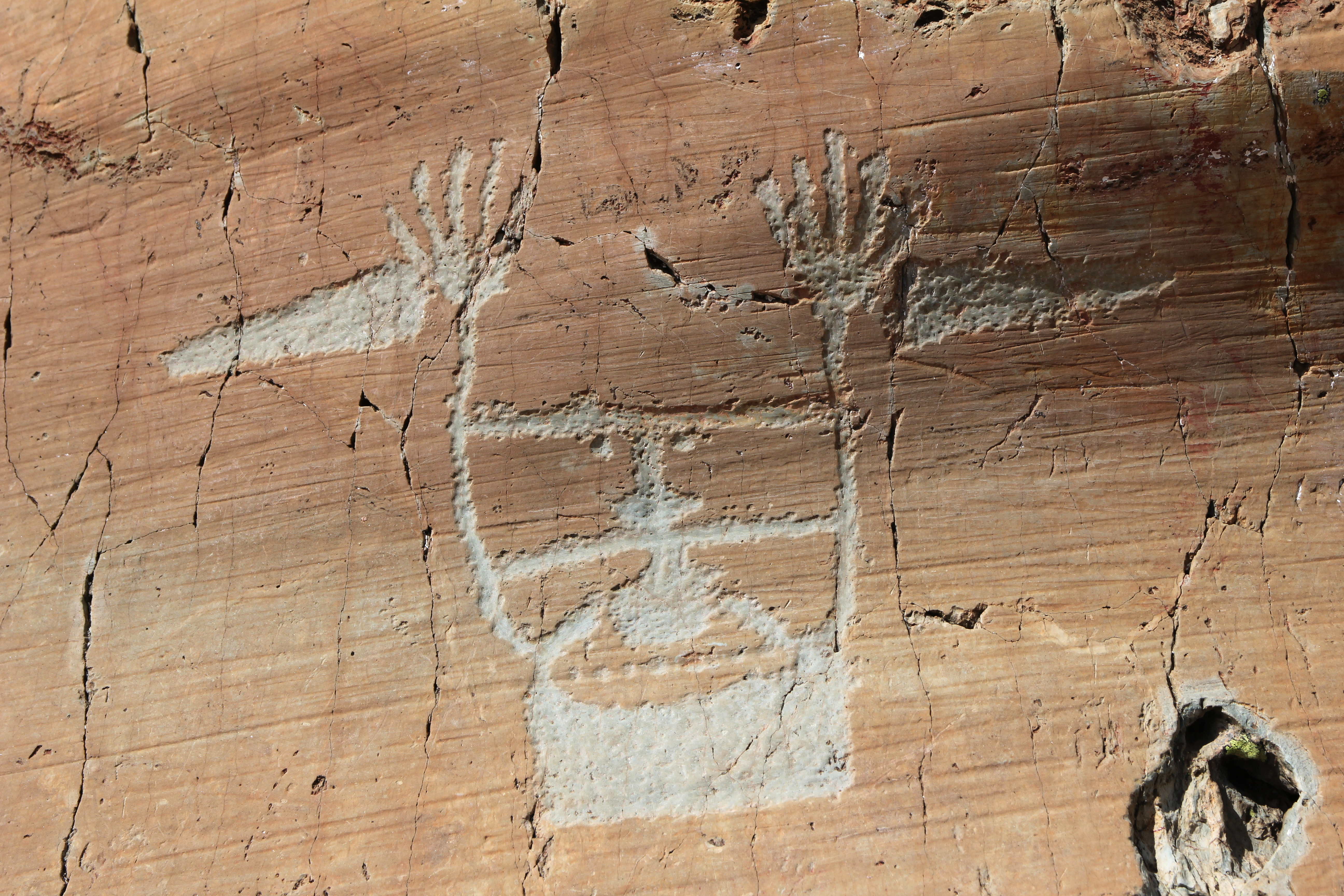
Felsritzung, Mont Bégo
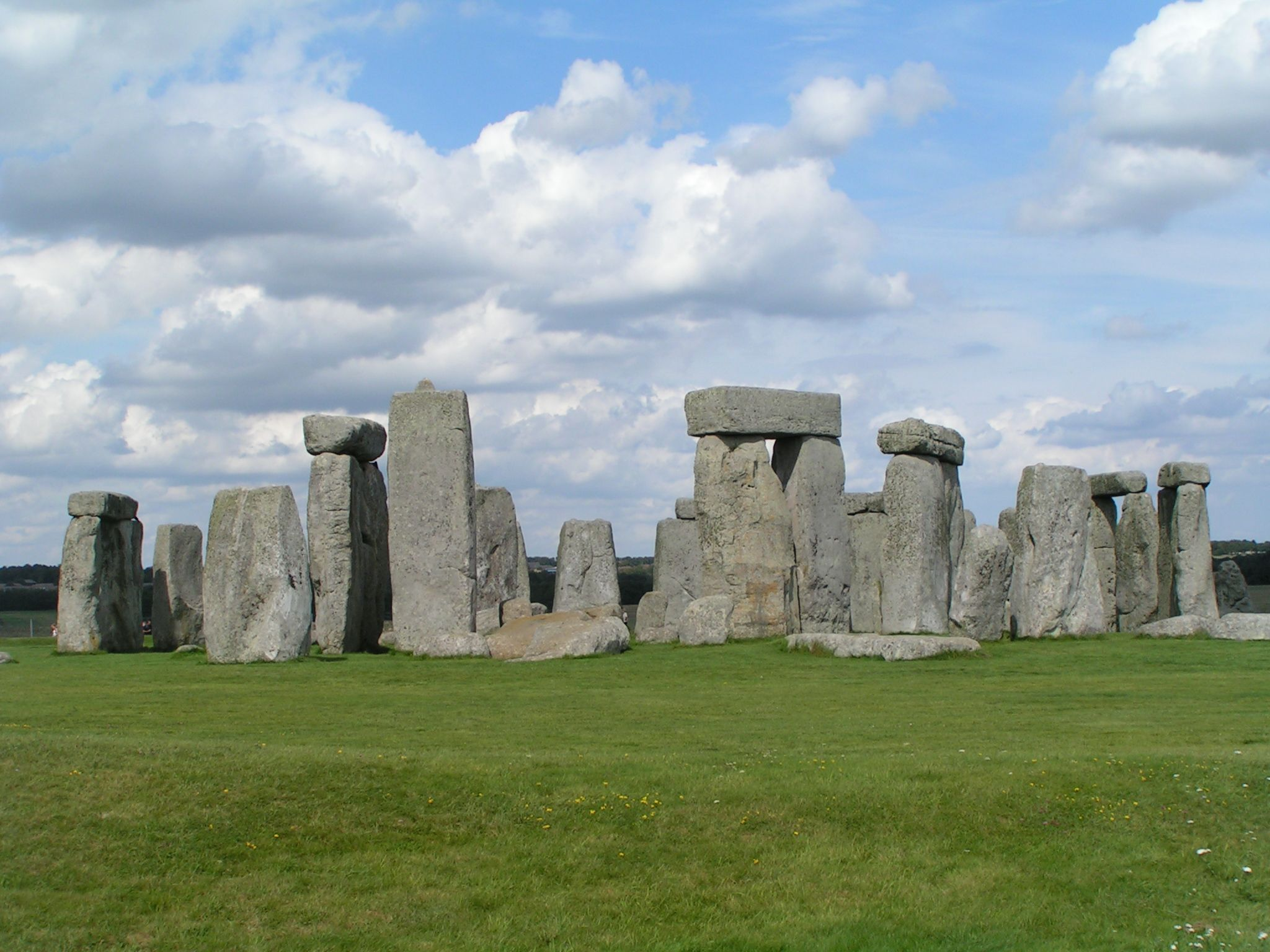
Stonehenge
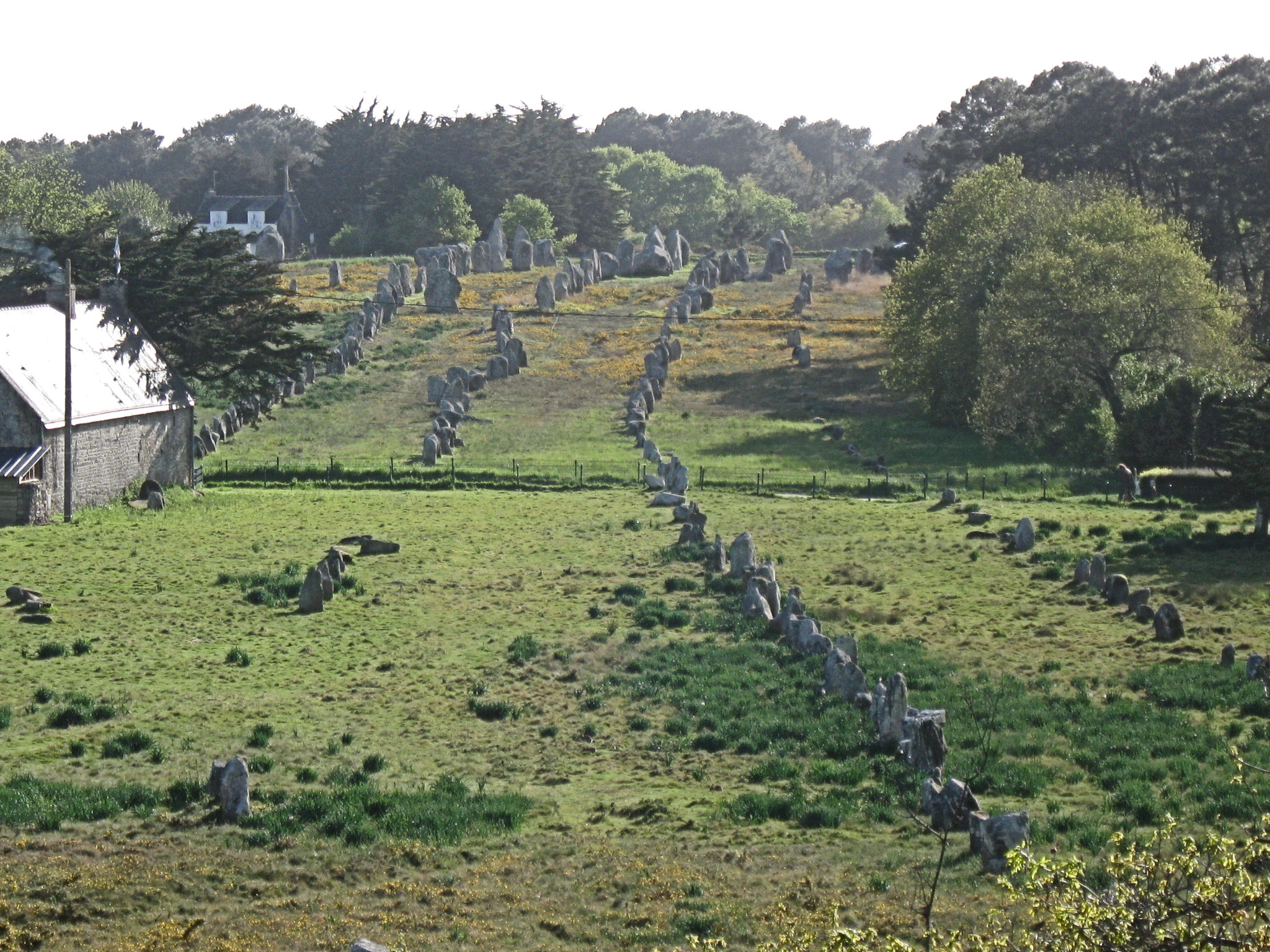
Steinsetzungen, Carnac

In der Eisenzeit sind überregionale Kultzentren für verschiedene Kulturen bezeugt. In Irland war der Hill of Uisneach ein solcher keltischer Wallfahrtsort, an dem die Jahresfeste gemeinsam begangen wurde. Die germanischen Thingstätten galten als heilige Orte, an denen Opfer für die Götter dargebracht wurden, so Uppsala in Schweden und Lejre in Dänemark.

## Alter Orient
Das Grab des Osiris in Abydos war seit dem Mittleren Reich ein bedeutender ägyptischer Wallfahrtsort. Aus hellenistischer und römischer Zeit ist bezeugt, dass das Sarapisheiligtum in Memphis und das Isisheiligtum auf der Nilinsel Philae Ziel zahlreicher Pilger waren, die dort oft ein Orakel suchten. Ein weiteres Orakel, das des Ammon, befand sich in der Oase Siwa. Die Tempel wurden von großen Menschenmengen anlässlich der Jahresfeste der Gottheiten besucht; Herodot berichtet dies vom Bastet-Heiligtum in Bubastis.

## Griechische und römische Antike
Wallfahrten gab es auch bei den antiken Griechen und Römern, die aus religiösen Gründen ferne Tempel oder Heilige Städte (griechisch: Hierapolis) besucht hatten, beispielsweise die alljährliche Prozession zu den Mysterien von Eleusis auf der Hiera Hodos. Der populärste Wallfahrtsort Kleinasiens war Ephesus, wo das „vom Himmel gefallene“ Kultbild der Artemis im Zentrum der Verehrung stand. Diese Göttin galt als Helferin in verschiedenen Notlagen, besonders bei der Geburt. Auch im griechisch-römischen Raum veranlasste die Orakelerteilung die Menschen zu Wallfahrten. Man begab sich deshalb beispielsweise zu Apollonheiligtümern (Delphi, Klaros, Didyma, Seleukia) oder zur Zeuseiche nach Dodona. Der antike Pilgerbetrieb erreichte in der Kaiserzeit (2. Jahrhundert n. Chr.) seinen Höhepunkt. Ziel der Pilger waren sowohl Tempel von Gottheiten (zum Beispiel Poseidon in Tinos) als auch Heroengräber und charismatische Persönlichkeiten wie Alexander von Abonouteichos.

## Judentum

### Tanach
Die Tora kennt drei jährliche Wallfahrtsfeste: Pessach, Schawuot und Sukkot. Sie sind als Erntefeste mit dem Besuch des Jerusalemer Tempels und dem darbringen von Abgaben verbunden. Den höchsten Stellenwert hat Sukkot, das im Tanach auch als „das Wallfahrtsfest“ (hebräisch חג ḥag) schlechthin bezeichnet werden kann (Beispiel: Hos 9,5 ). Die sogenannten Wallfahrtspsalmen (Psalm 120–134) wurden von den Leviten im Jerusalemer Tempel am ersten Tag des Sukkotfestes bei der Lichtfeier im Frauenvorhof des Tempels gesungen.
Der Besuch des Heiligtums an den drei Wallfahrtsfesten („Erscheinen vor JHWH“) war für jüdische Männer verpflichtend, für Frauen und Kinder freiwillig. In der Realität besuchte ein Einwohner des Landes Israel wohl einmal jährlich den Tempel; Angehörige der jüdischen Diaspora konnten womöglich nur einmal in ihrem ganzen Leben nach Jerusalem pilgern, so die Vermutung von Gerbern S. Oegema.

### Hellenistische und frührömische Zeit
Zum Beginn unserer heutigen Zeitrechnung hatte die Wallfahrt im Judentum eine herausragende Bedeutung. Die Pilger kamen aus Judäa, Galiläa, vom Mittelmeer und vom See Genezareth – weiterhin aus Ägypten, Äthiopien und Babylonien. Das zur Zeit des Römischen Reiches 40.000 Einwohner zählende Jerusalem wurde an den drei Wallfahrtsterminen und an den jeweils sieben Tage dauernden Festen mit einem Vielfachen an Pilgern bevölkert, die oft nur in Laubhütten in Innenhöfen oder auf Flachdächern eine Herberge fanden.
Auch Gräber bedeutender Personen (Patriarchen, Könige, Propheten, später auch Märtyrer und Rabbinen) wurden in dieser Zeit zu Wallfahrtsorten (vgl. die Vitae Prophetarum); ihre Bedeutung steigerte sich nach dem Verlust des Tempels.
Im Neuen Testament ist die Teilnahme an der Wallfahrt zum Jerusalemer Tempel für Jesus und seine Anhänger selbstverständlich vorausgesetzt. In den Evangelien sind diese Besuche Jesu im Tempel für die Struktur der Erzählung wichtig und werden theologisch gedeutet. Dabei wird das Pessachfest besonders herausgehoben.

### Nach der Tempelzerstörung (70 n. Chr.)
Bestimmungen, die vor der Tempelzerstörung für die Pilger galten, wurden von den Gelehrten der Mischna im Traktat Chagiga (um 200 n. Chr.) festgehalten.
In den Jahrhunderten nach der Tempelzerstörung waren der Zugang zum Tempelberg wie auch nach Jerusalem für Juden nur zeitweise möglich. Die rabbinische Literatur enthält Hinweise darauf, dass es bei diesen Jerusalembesuchen Rituale der Trauer (Zerreißen des Gewands, Fasten) gab, die aber nicht religionsgesetzlich fixiert wurden. Das Itinerarium Burdigalense, ein christlicher Pilgerbericht aus dem 4. Jahrhundert, enthält die Information, dass Juden jährlich an Tischa be-Aw einen durchbohrten Stein auf dem Tempelberg salbten.

### Nach der islamischen Eroberung Jerusalems
Die frühe arabische Zeit erleichterte für Juden die Wallfahrt nach Jerusalem. Die Rituale dieser Pilger sind durch Autoren des 10. und 11. Jahrhunderts dokumentiert (Gaon Ben Meir II., Gaon Solomon ben Jehuda und Elija ben Menaḥem). Demnach war der eigentliche Pilgertermin in jener Zeit Hoschana Rabba (= 7. Tag der Sukkot-Festwoche). Ausgehend vom sogenannten Priestertor, zog eine Prozession betend um den Tempelberg, vorbei an allen Tempeltoren, und dann zum Ölberg, wo ein Stein als „Fußschemel unseres Gottes“ verehrt wurde. Man glaubte, dass hier die göttliche Gegenwart (Schechina) nach der Tempelzerstörung zuletzt verweilt habe, bevor sie in den Himmel aufgestiegen sei. Der Stein wurde umkreist und dabei Litaneien rezitiert.
Die Kreuzfahrer beanspruchten den Ölberg für das Christentum, so dass jüdische Pilger auf einzelne Stationen im Raum Jerusalem auswichen, wo sie um den Tempel trauerten und auf seine Wiedererrichtung in der messianischen Zeit warteten. In dieser Zeit besuchten auch jüdische Pilger das Heilige Land und hinterließen Itinerarien, die zahlreiche jüdische Wallfahrtsorte bezeugen: die Höhle Machpela (Hebron), das Rahelgrab nahe Bethlehem, Gräber bedeutender Rabbiner in Galiläa. Außerhalb des Landes Israels kamen weitere Pilgerziele hinzu, neben verehrten Gräbern auch Synagogen, die teils mit biblischen Personen wie Mose oder Esra legendarisch in Verbindung gesetzt wurden, teils besonders alte Torarollen und Bücher hüteten.
Im 15. Jahrhundert hatte sich eine festgelegte Route für die Gräberwallfahrt herausgebildet:
- Jerusalem und die Patriarchengräber in Hebron an Pessach oder Schawuot;
- die Gräber von Hillel und Schammai in Meron am 15. Ijjar,
- das Grab des Propheten Samuel in Rama am 28. Ijjar.

Im 16. Jahrhundert wurde Safed zum Zentrum von Kabbalisten. Da ein Hauptwerk der Kabbala, der Sohar, dem im 2. Jahrhundert lebenden Gelehrten Schimon bar Jochai zugeschrieben wurde, entwickelte sich dessen Grab in Meron zum Wallfahrtsziel, insbesondere an seinem Todestag, dem 18. Ijjar (Lag baOmer). Man konnte dort kabbalistischen Studien nachgehen, aber zum Beispiel auch um Regen beten.
Im späten 19. Jahrhundert gewann das Rahelgrab bei Bethlehem als Pilgerziel an Bedeutung, „indem der Mythos der über das Schicksal ihrer exilierten Kinder weinenden Rachel … ihr Grab zum Symbol nationaler Identität wie auch zum zentralen Fruchtbarkeits-Schrein für Frauen werden ließ: ihr Tod bei der Geburt Benjamins wurde mit den Leiden des Exils, ihre glücklichen Schwangerschaften mit der nationalen Wiedergeburt assoziiert.“
Rabbinische Bestrebungen suchten in der nachfolgenden Geschichte religiöse Wallfahrtstraditionen, wie potenzielle Heiligenverehrungen, Götzendienste und Grabkulte zu verdrängen.

### Heutige Situation
Der Besuch der Klagemauer (siehe auch Tempelberg) wird im jüdischen Glauben heute nicht als Wallfahrt verstanden.
Die im Maghreb übliche Form der Heiligenverehrung wurde von marokkanischen Juden mit nach Israel gebracht; dadurch stieg die Pilgerzahl an den Heiligengräbern in Israel bzw. im Westjordanland weiter an. Auch neue Wallfahrten (Hilulot) zu Gräbern jüdischer Heiliger bildeten sich heraus: in Netiwot zum Grab des Baba Sali, in Be’er Scheva zum Grab des Rabbiners Isaak Ben Walid.
Die im 19. Jahrhundert im Chassidismus populär gewordene Wallfahrt zu Rabbinergräbern in Osteuropa nimmt seit den 1990er Jahren einen erneuten Aufschwung. Beispiele sind das Grab des Rabbi Nachman in Uman oder des Baal Shem Tov in Medschybisch. Bei der Massenpanik auf dem Har Meron am Grab von Rabbi Schimon ben Jochai 2021 mit mindestens 45 Toten und 150 Verletzten, ereignete sich die schwerste zivile Katastrophe mit den meisten Toten in der Geschichte des Staates Israel.
Auch die Al-Ghriba-Synagoge von Djerba in Tunesien zählt zu den jüdischen Wallfahrtszielen.

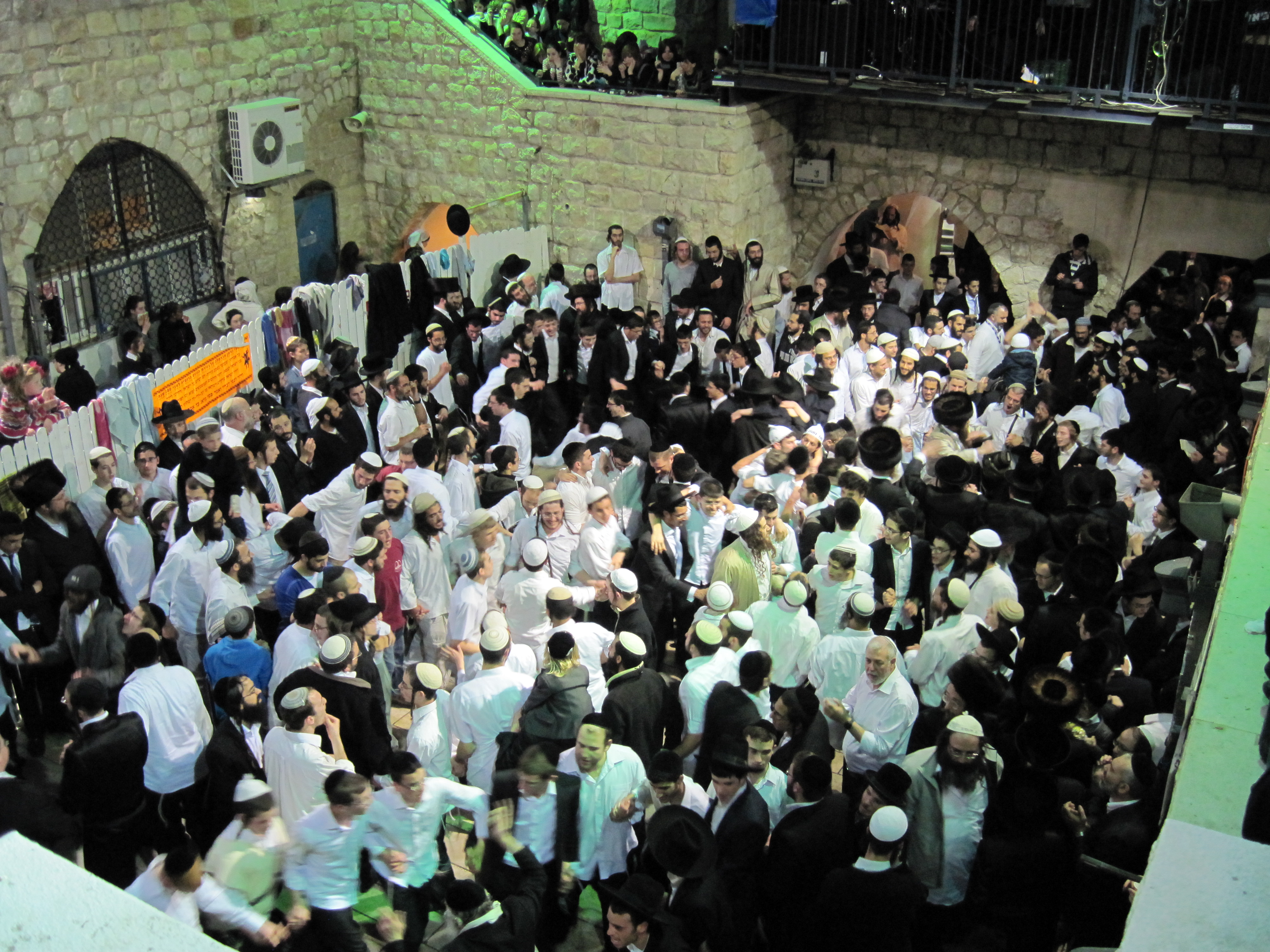
Lag-baOmer-Fest in Meron – Männer tanzen am Grab von Rabbi Schimon ben Jochai, 2014
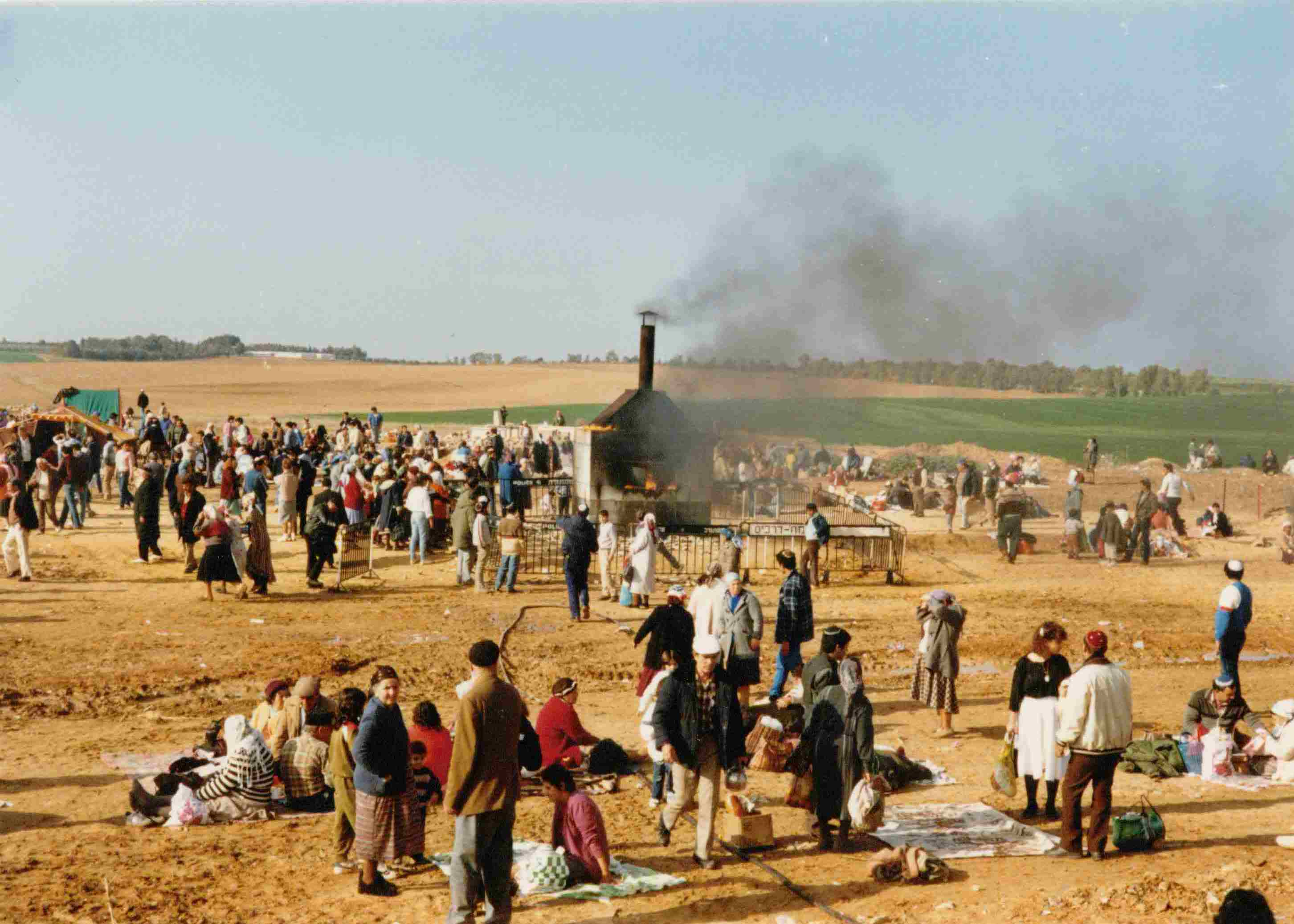
Die Hilulot – eine Feier zum Gedenken an den Heiligen Baba Sali, bevor das Gebäude um das Grab herum gebaut wurde in Netiwot, 1980
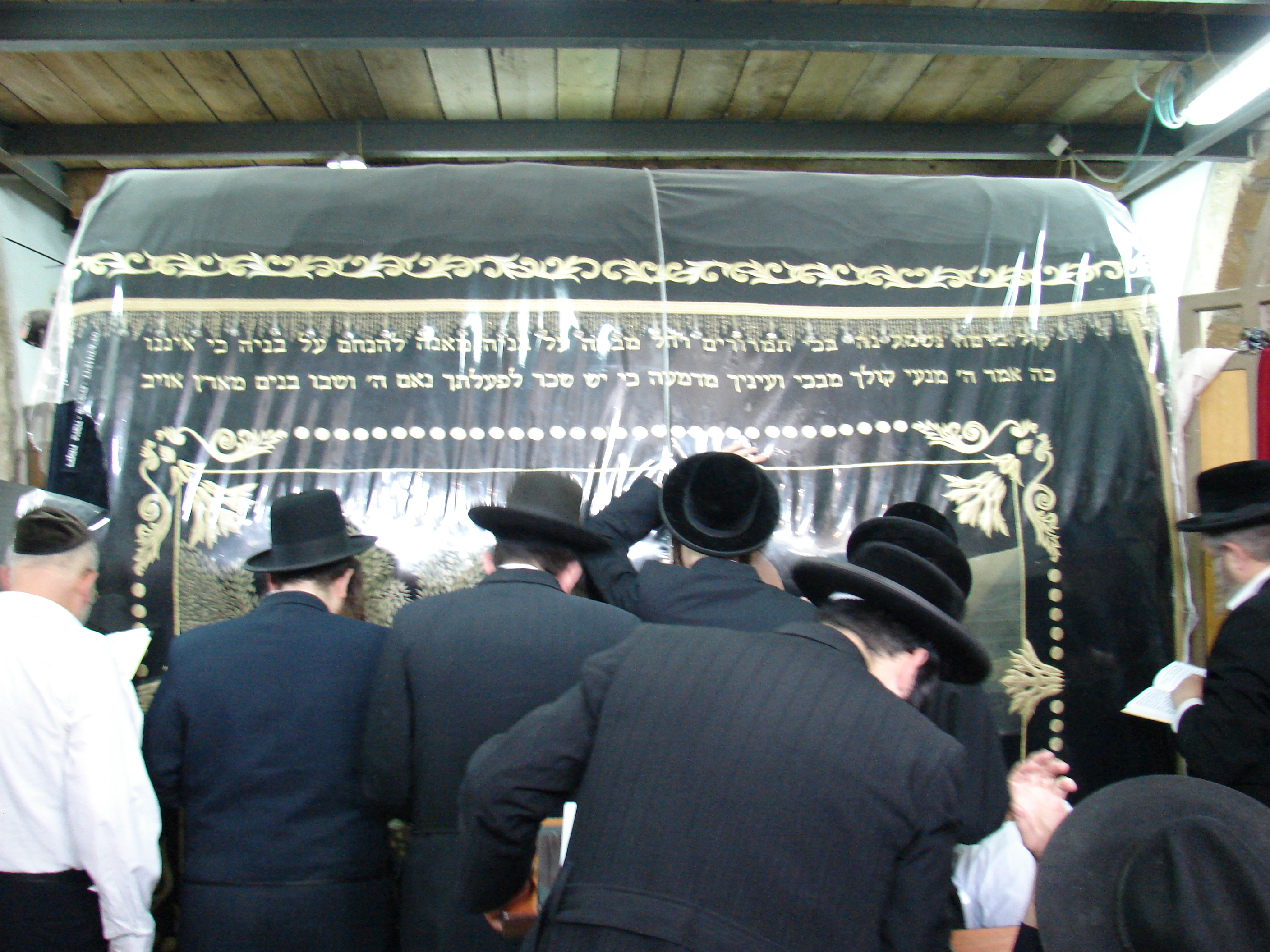
Rahelgrab/ Bilal-Moschee im Westjordanland, 2011
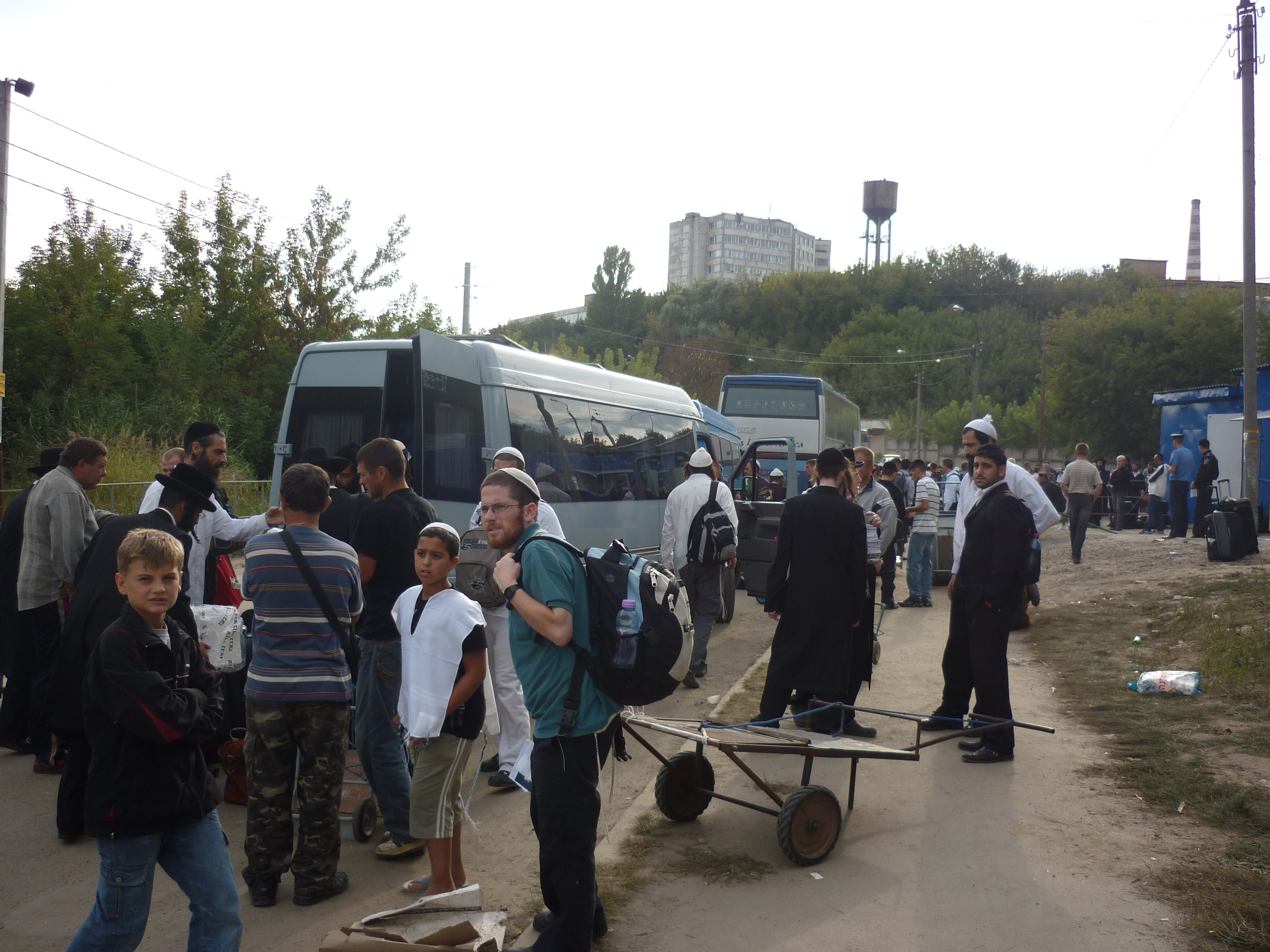
Brazlawer Chassidim Gruppen reisen an zur Rosh Hashana kibbutz in Uman, 2010
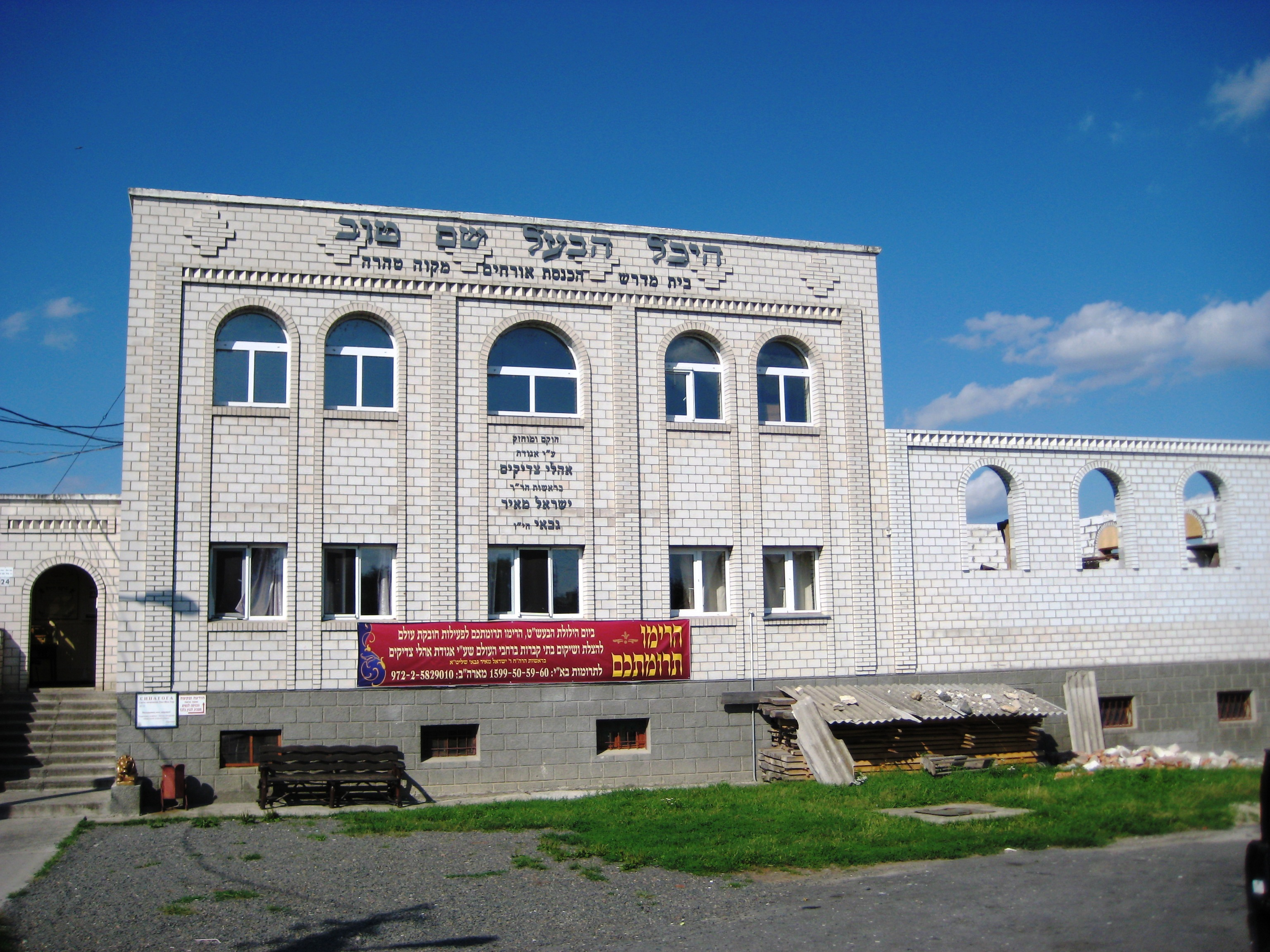
Neues Gästehaus und Synagoge neben dem Ohel des Baal Shem Tov in Medschybisch, 2008

## Christentum

### Spätantike
Die frühe Christenheit der ersten beiden Jahrhunderte lehnte das Wallfahrtswesen im Unterschied zu ihrer paganen und jüdischen Umwelt ab. Für das 2. Jahrhundert gibt es Hinweise darauf, dass einzelne Christen die Gräber von Märtyrern in außerstädtischen Coemeterien, also in ihrem Nahbereich, besuchten. Im 4. Jahrhundert blühte das christliche Pilgern gleich mehrfach auf:
- Märtyrergräber entwickelten sich aufgrund bischöflicher Förderung zu Pilgerzielen;
- Wüstenväter und -mütter in Ägypten, Palästina und Syrien wurden von ratsuchenden Menschen aufgesucht;
- Das Heilige Land wurde durch kaiserliche Bauprogramme (Jerusalem, Bethlehem, Hebron) zur Pilgerlandschaft, die den Besuchern durch eine entsprechende Literatur oder örtliche Führer erklärt wurde.

Nach dem Konzil von Ephesos 431 kamen Marienwallfahrtsorte hinzu. Im 5. Jahrhundert hatte jede römische Provinz ihre christlichen Pilgerziele. Beispiele: Uzalis, Abu Mena, Tours, Rom, Cimitile, Ephesos, Konstantinopel, Edessa. Mit dem Zusammenbruch sicherer Verkehrswege kam auch das überregionale Pilgern im Frühmittelalter weitgehend zum Erliegen. Rom war insofern eine Ausnahme, als Angelsachsen und Franken die Stadt weiterhin besuchten, um an den Märtyrergräbern zu beten. Die Pilgerstätten im Heiligen Land zu besuchen, war nach der arabischen Eroberung schwierig geworden; einzelne Asketen, zum Beispiel der fränkische Bischof Arculf, machten sich weiterhin auf den Weg und berichteten über ihre Erfahrungen.

### Westkirche

#### Mittelalter und Reformation
Im Mittelalter wurde die Wallfahrt zum Glaubenszeugnis, insbesondere weil die Wege zu den Wallfahrtsorten oft weit, mühsam und möglicherweise gefährlich waren. Deshalb hatte bereits das Gelöbnis, eine Wallfahrt innerhalb einer bestimmten Frist zu unternehmen (Votum peregrinationis), eine wichtige Bedeutung. Dieses Gelöbnis war vor allem bei Fernwallfahrten üblich. Insbesondere bei Dankeswallfahrten war das Gelöbnis ein zentrales Element. Um dieses wirksam abzugeben, wurde es in Anwesenheit von Freunden mit lauter Stimme und auf den Knien mit zum Himmel erhobenen Händen gesprochen. Dem folgten dann umfangreiche Vorbereitungen zur Finanzierung dieser langen Fahrt, wobei häufig Grundbesitz mit Rückkaufsrecht für den Fall der Heimkehr verkauft wurde und in aller Regel auch Testamente aufgesetzt wurden, die Bestimmungen für den Fall trafen, dass man nicht mehr zurückkam.
Im 11. Jahrhundert etablierten sich in der lateinischen Christenheit zwei Pilgerziele von überragender Bedeutung, die beide an der Peripherie lagen: Jerusalem und Santiago de Compostela. Die Jerusalemwallfahrt ging eine enge Verbindung mit den Kreuzzügen ein (die ja auch als bewaffnete Pilgerfahrten verstanden wurden) und waren daher auf den Adel und das Patriziat beschränkt. Die Verehrung des Jakobusgrabs in Santiago stand zunächst, im 9. Jahrhundert, nicht im Kontext eines Fernpilgerwesens, sondern diente der Festigung des Königreichs Asturien. Aber im 11. Jahrhundert wurde Santiago zu dem europäischen Wallfahrtsziel für alle gesellschaftlichen Gruppen, was begünstigt wurde durch eine Infrastruktur (Hospitäler, Salvitates) entlang der Jakobswege. Etliche Orte an den Jakobswegen wurden zum Ziel eigener überregionaler Wallfahrten; Beispiele: Amiens, Chartres, St. Gilles, Le Puy, Aachen und Einsiedeln.
Das Wallfahrtswesen wurde seither auch von Seiten der Herrscher geregelt und geschützt. Aus dem 12. Jahrhundert sind Schutzbestimmungen für Pilger zum Grab Olav des Heiligen in Nidaros überliefert. 1164 fertigte König Magnus Erlingsson einen Privilegienbrief für die Wallfahrer nach Nidaros aus. Papst Coelestin III. bekräftigte diesen Privilegienbrief, als er am 15. April die Rechte der norwegischen Kirche festlegte. In schwedischen Landschaftsgesetzen war ein Aufschub für Diebstahlsklagen, Grundbesitzstreitigkeiten, Eidespflichten bis zur Rückkehr des Pilgers angeordnet. Übergriffe auf Pilger zogen schwerste Kirchenstrafen und die Verweigerung des kirchlichen Begräbnisses nach sich. Auch in späteren Vereinbarungen zwischen Kirche und König wurden die Schutzbestimmungen wiederholt. 1273 wurden die Strafbestimmungen auf Spione (exploratores) erstreckt, die sich als Pilger ausgaben. Dies scheint eine größere Versuchung gewesen zu sein; denn König Håkon Magnusson befasste sich 1303 noch einmal speziell mit Dieben und Räubern, die sich als Pilger ausgaben. Auch die Päpste stellten eigene Schutzbriefe aus, so 1336 Benedikt XII. für schwedische Pilger aus Ångermanland und Hälsingland nach Nidaros. Der König von Kastilien Johann II. traf 1434 und die Königin Isabella I. 1479 Bestimmungen für die Pilger aus Schweden, Norwegen und Dänemark auf dem Wege nach Santiago de Compostela. Die Pilger verließen sich aber nicht auf diese allgemeinen Regelungen, sondern führten Schutzbriefe der örtlichen Geistlichkeit mit sich.
Man musste nicht unbedingt selbst pilgern, man konnte auch andere für sich gegen Bezahlung pilgern lassen. Die sogenannten Pilgerzeichen vom Zielort sollten belegen, dass der Beauftragte tatsächlich dort gewesen war. Dies wurde durch Fälschungen oft unterlaufen. Die Pilger hatten eine spezielle Tracht: Langer Mantel, breitkrempiger Hut, Pilgertasche, Trinkflasche und Pilgerstab.
Als besondere, gewaltbegleitete Form der Wallfahrt („bewaffnete Pilgerfahrt“) entwickelten sich mittelbar auch die Kreuzzüge, mit politisch-strategischer Bedeutung. Als sich die Christen aus dem Heiligen Land zurückziehen mussten und die dortigen Pilgerstätten für Jahrhunderte nur schwer erreichbar waren, traten in der Westkirche Gräber von Heiligen mit ihren Reliquien, die leichter erreicht werden konnten, stärker in den Vordergrund. Dazu kamen Pilgerstätten und Kalvarienberge wie die Sacri Monti.
Große Wallfahrtskirchen hatten spezielle Einrichtungen für Kranke, die bei den Reliquien Heilung suchen. So entwickelten sich Hospitäler und daraus schließlich regelrechte medizinische Zentren. Archäologische Forschungen bei der Wallfahrtskirche in Æbelholt (Dänemark) zeigten, dass sich dort eines der fortschrittlichsten medizinischen Behandlungszentren mit chirurgischen Operationen entwickelt hatte. Die am Ort entstandenen Wunderberichte erwähnen darüber nichts.
Das Beherbergen von Pilgern zählte zu den Werken der Barmherzigkeit und gab an den Segensfrüchten der Wallfahrt Anteil. Die Einkünfte durch die Pilger kamen den Durchreiseländern, den Ritterorden (die Schutz verkauften) und den Orten der Pilgerreiseziele zugute (vergleichbar den Einnahmen, die heute von Touristen ausgehen). Auch die jeweiligen kirchlichen Institutionen erzielten nicht unwesentliche Einnahmen.
Seit etwa 1400 wurde die europäische Wallfahrtsgeographie immer unübersichtlicher. Einerseits erhielten einige Kirchen vom Papst das Recht, regelmäßig Ablassfeiern anzubieten. Oft waren diese mit dem Zeigen der dortigen Reliquienschätze (Heiltumsweisungen) verbunden (Beispiele: Portiuncula, San Marco, Canterbury, Einsiedeln, Aachen und Maastricht). Andererseits konnten Hostienwunder und Gnadenbilder relativ unbekannte Orte plötzlich zum Ziel eines sehr regen Pilgerbetriebs machen. Beispiele sind die Blutwunder von Bolsena und Wilsnack sowie die Gnadenbilder von Grimmenthal und Elende, der Kult um die Schöne Maria von Regensburg. Um 1520 kam es zu einer Krise des Pilgerwesens, an der die Kritik der Reformatoren beteiligt war, die aber nicht durch die Reformation verursacht war.
Beispiele von Orten mittelalterlicher Pogrome und Morde durch christliche Gemeinden und Städte, die durch umdeutende Legenden zu Pilger- bzw. Wallfahrtsorten wurden, denen man wundertätige Eigenschaften andichtete, sind die Wallfahrt zur Deggendorfer Gnad, zum Anderl von Rinn oder nach Heiligenblut aus dem süddeutschen Raum. Sie verweisen auf die diffamierenden Ritualmordlegenden von Hostienfrevel durch mittelalterliche jüdische Gemeinden.

#### Nachtridentinischer Katholizismus
Nach dem Tridentinischen Konzil förderte die römisch-katholische Kirche das Wallfahrtswesen. Die Pilgerseelsorge und Verkündigung am Wallfahrtsort wurde bestimmten Ordensgemeinschaften übertragen und insofern stärker kontrolliert. „In barockem Prunk wurde so die W[allfahrt] von einer Laieninitiative zu einem kirchl[ich] organisierten Gemeinschaftsunternehmen; an die Stelle der großen Fernwallfahrt traten regelmäßige W[allfahrten] zu Zielen in der näheren Umgebung…“ Ältere Wallfahrtsorte wurden teilweise marianisch uminterpretiert und neue Marienwallfahrtsorte kamen hinzu. Filippo Neri gab dem traditionellen Fernwallfahrtsziel Rom sozusagen gegen den Trend mit dem Sieben-Kirchen-Weg einen neuen Impuls.
Die lateinamerikanischen Wallfahrtsorte gelten als identitätsstiftend für die dortige, zwangsmissionierte indigene Bevölkerung. Manchmal definierten sie pagane Heiligtümer christlich um. So war das Santuario del Señor de Chalma (Mexiko), wo der Gekreuzigte Schwarze Christus von Chalma verehrt wird, ein präkolumbianisches Grottenheiligtum. Die Basílica de Nuestra Señora de Copacabana (Bolivien) wurde an der Stelle eines Sonnentempels der Inka errichtet. Mehrere Marienwallfahrtsorte wurden mit päpstlicher Zustimmung zu  Landesheiligtümern aufgewertet: zum Beispiel die Rosenkranz-Basilika (Chiquinquirá) für Kolumbien, die Basilika Nossa Senhora de Aparecida für Brasilien.

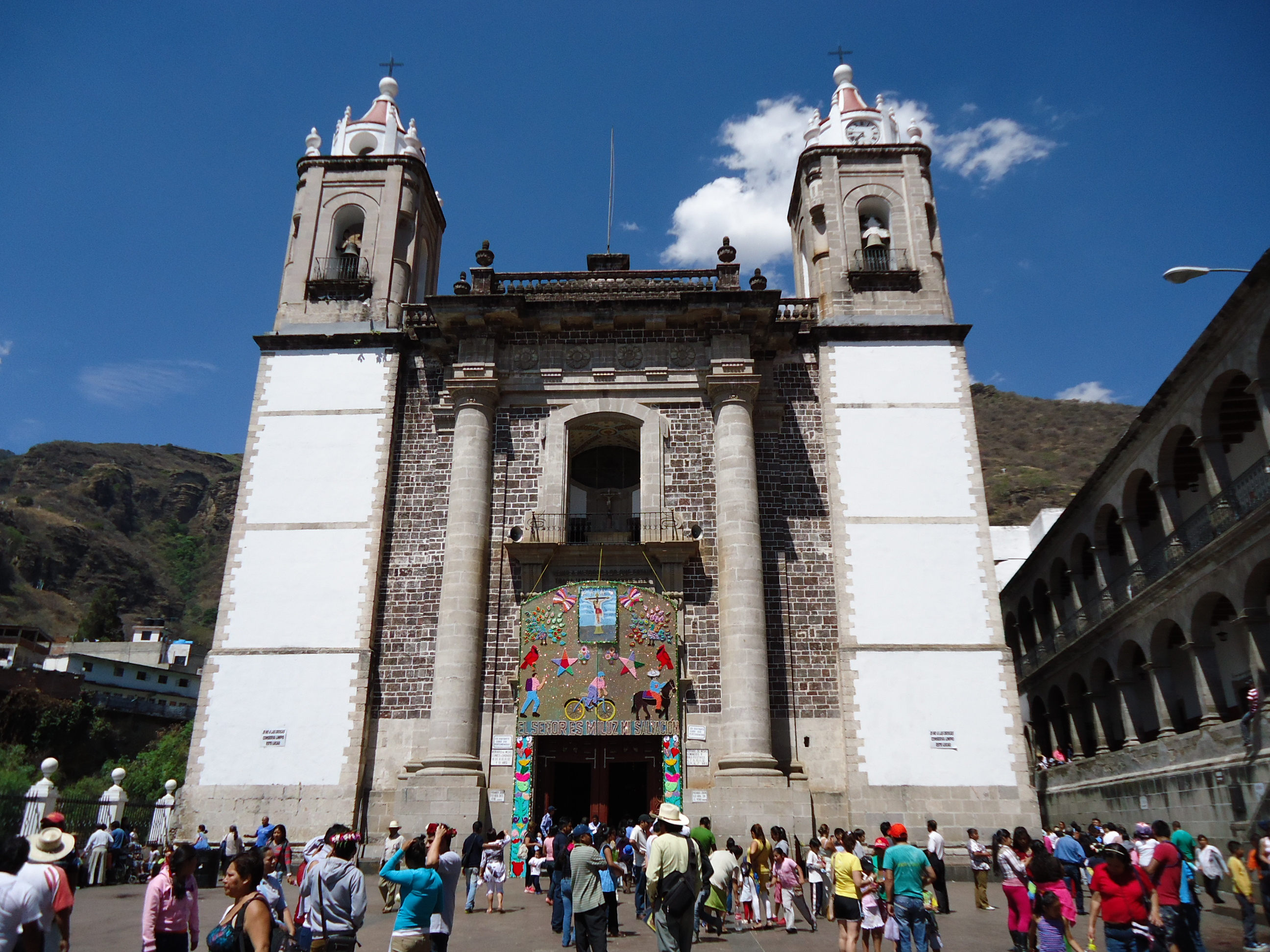
Señor de Chalma
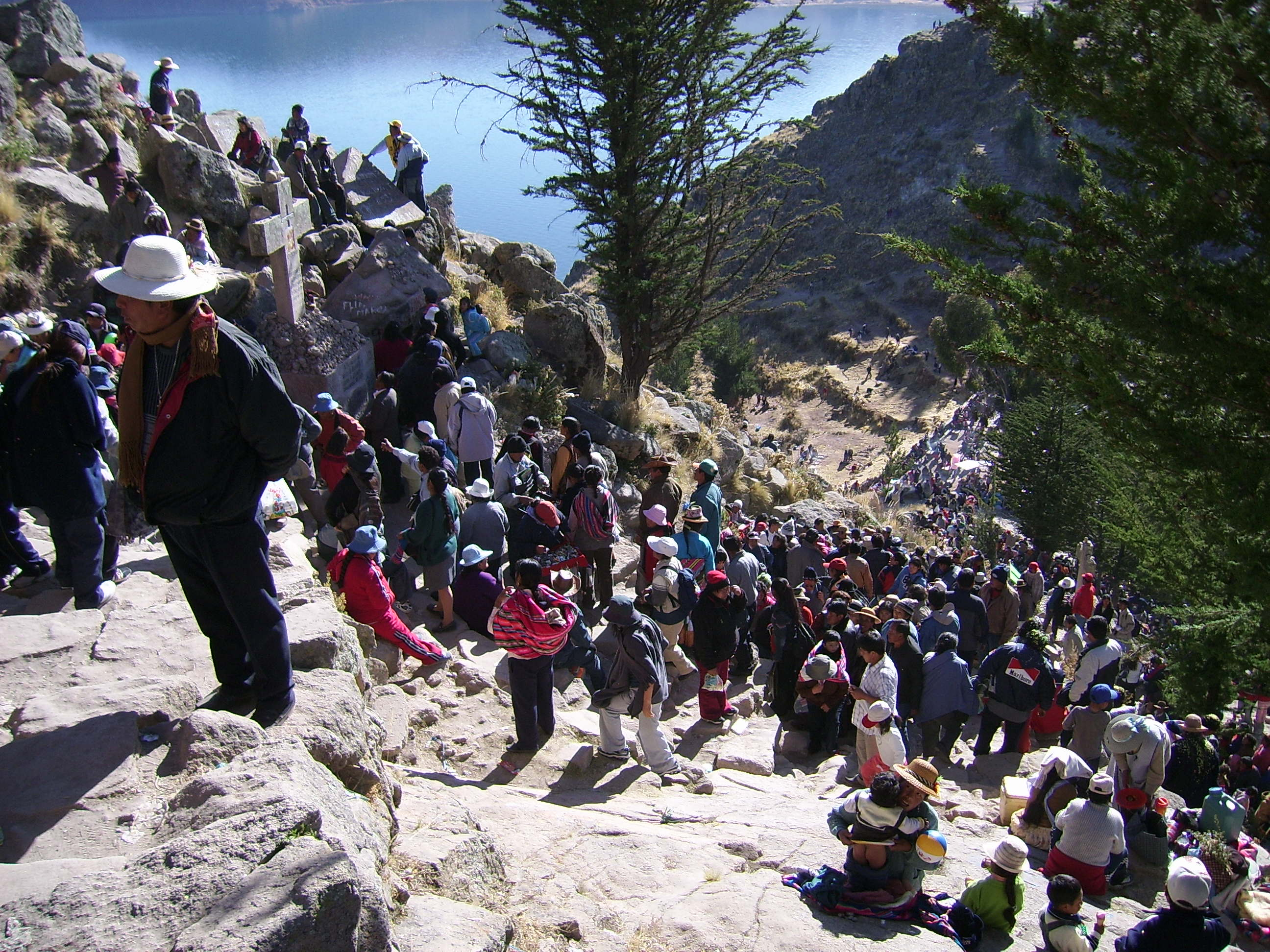
Copacabana-Wallfahrt
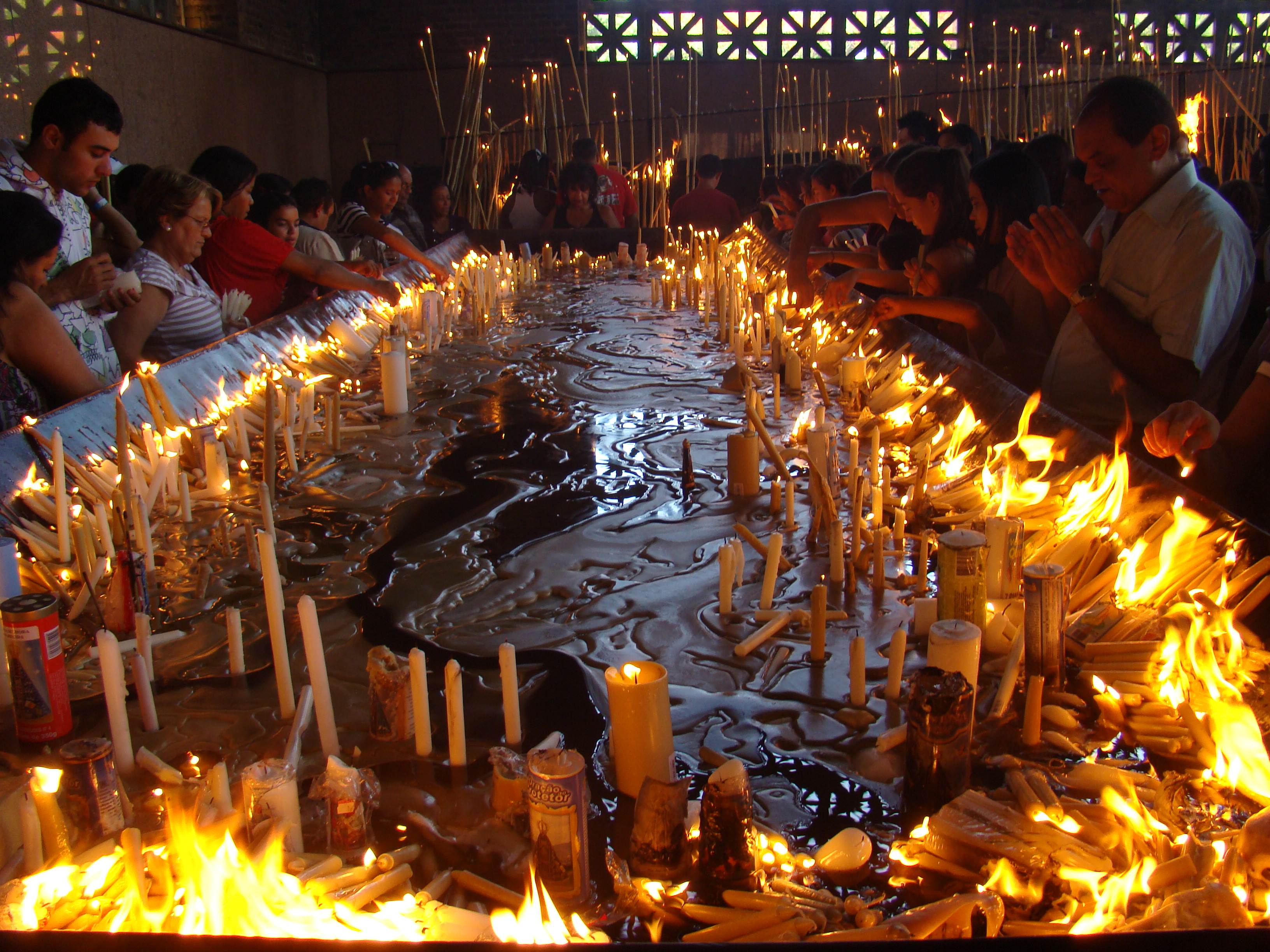
Kerzen in Aparecida

Die Aufklärung war in katholischen Staaten sehr wallfahrts-kritisch, Kaiser Joseph II. erließ 1775/76 ein Wallfahrtsverbot. Im völligen Gegensatz dazu wurde die Wallfahrt im 19. Jahrhundert zum Massenphänomen, begünstigt einerseits durch moderne Verkehrsmittel, andererseits durch romantische Mittelalterverklärung. Die Trierer Heilig-Rock-Wallfahrt von 1844 hatte mit rund 500.000 Teilnehmern Züge einer katholischen Demonstration. Nach dem Mariendogma von 1854 wurden Marienerscheinungen berichtet, die neue, stark besuchte Marienwallfahrtsorte begründeten: Lourdes 1858, Fátima 1916 und Medjugorje 1981.
Heiligengräber können bis in die jüngste Zeit zu neuen Wallfahrtsorten aufsteigen, so die Kirche Maria am Gestade in Wien (Klemens Maria Hofbauer), Altötting (Bruder Konrad) und San Giovanni Rotondo (Pio von Pietrelcina).

#### Heutige Situation

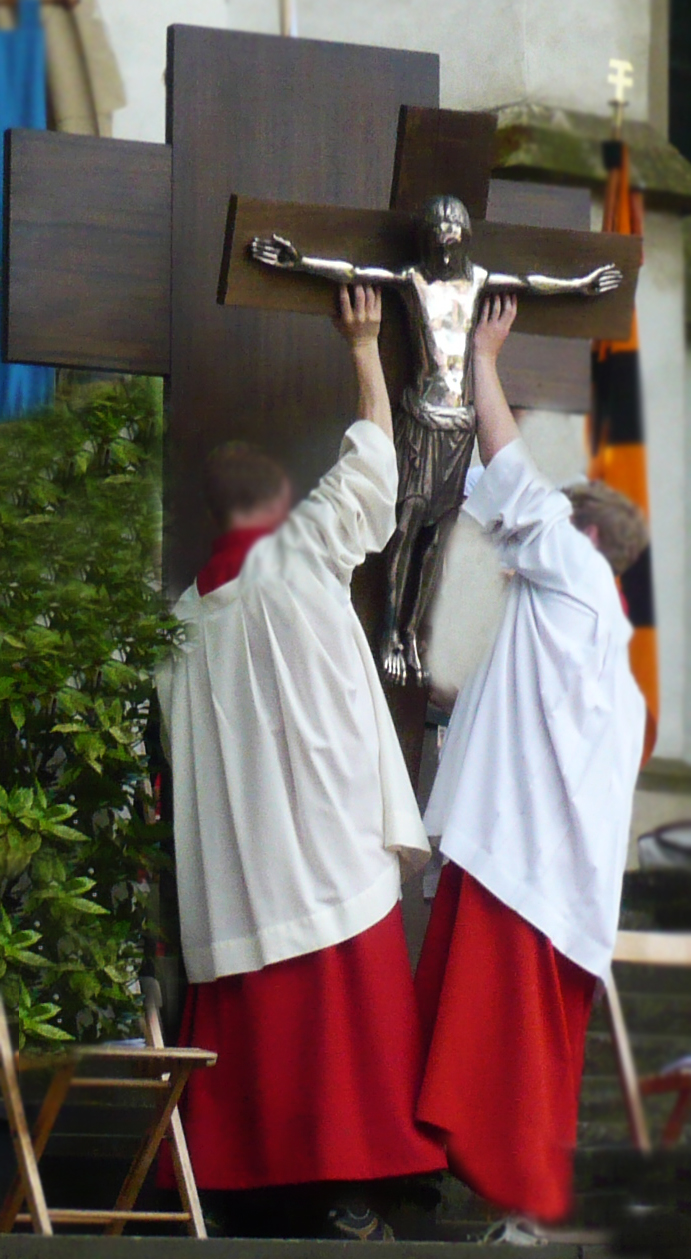
Das Heilige Kreuz von Stromberg wird zur Wallfahrt aufgerichtet

Christliche Wallfahrten zu einem Heiligtum dienen etwa dem Erleben religiöser Erfahrungen, vor allem in der Vergangenheit als Bußwerk, um geheilt zu werden oder in besonderen Anliegen zu beten.
Am Beginn einer Wallfahrt steht häufig ein Aussendungsgottesdienst, meist eine Heilige Messe oder auch ein Wortgottesdienst.
Von besonderer Bedeutung als christlicher Wallfahrtsort sind die Gräber der Apostel Petrus und Paulus in Rom, das Grab des Apostels Jakobus in Santiago de Compostela und die Stätten des Heiligen Landes. Pilgerfahrten zu diesen Zielen gelten bei den Katholiken als Hauptwallfahrten, Fahrten zu weniger bedeutenden Orten als Nebenwallfahrten. Daneben entwickeln sich Pilgerfahrten zu Orten, die nicht durch den Heiligen Stuhl oder den Ortsbischof als Wallfahrtsort anerkannt sind, allen voran sei Međugorje in Bosnien-Herzegowina genannt.
Es finden bis heute traditionelle Wallfahrten statt, anlässlich derer sonst nicht sichtbare oder zugängliche Reliquien den Gläubigen gezeigt werden. Beispiele sind die alle sieben Jahre stattfindende Aachener Heiligtumsfahrt, zu der die Aachener Heiligtümer aus dem Marienschrein des Aachener Dom geholt werden, die in unregelmäßigen Abständen stattfindenden Wallfahrten zum Heiligen Rock nach Trier und die Wallfahrt ins Kloster Andechs. Große Bedeutung haben auch Wallfahrten zu Gnadenbildern oder Erscheinungen u. Ä. der Jungfrau Maria, wie etwa Altötting, Fátima oder Lourdes. Einen Wallfahrtsort wie die Abtei Sayn mit dem Armreliquiar des hl. Apostels Simon Zelotes suchten bei Wallfahrten – wie der im Jahr 1509 – an die 22.000 Wallfahrer auf.
Es gibt Zehntausende christliche Pilgerstätten. Die weltweit größten jährlichen Wallfahrten finden zur Basilika der Jungfrau von Guadalupe (ca. 20 Mio. Pilger) und zu den Pilgerstätten Roms (ca. 18 Mio. Pilger) statt. Weitere bedeutende Wallfahrtsstätten sind San Giovanni Rotondo in Italien (ca. sieben Mio. Pilger), Aparecida in Brasilien (ca. acht Mio. Pilger), Lourdes in Frankreich (ca. fünf Mio. Pilger), Tschenstochau in Polen (ca. 4–5 Mio. Pilger), Fátima in Portugal, Padua in Italien, Assisi in Italien, Santiago de Compostela in Spanien, Mariazell in Österreich und Loreto in Italien.
Ein bekanntes Wallfahrtsziel der anglikanischen Kirche ist das Grab des hl. Thomas Becket in Canterbury.

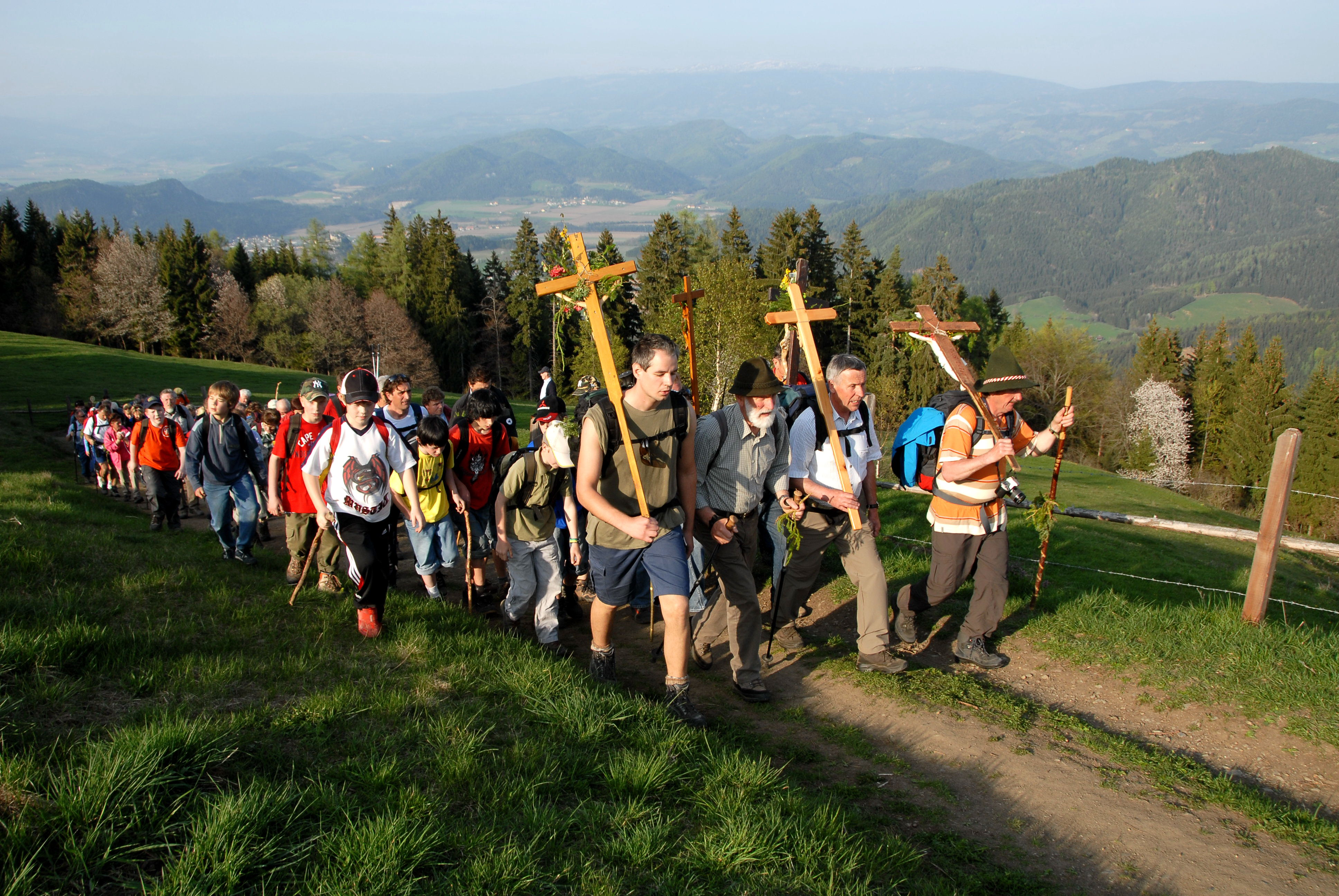
Vierberge-Lauf in Kärnten-Österreich
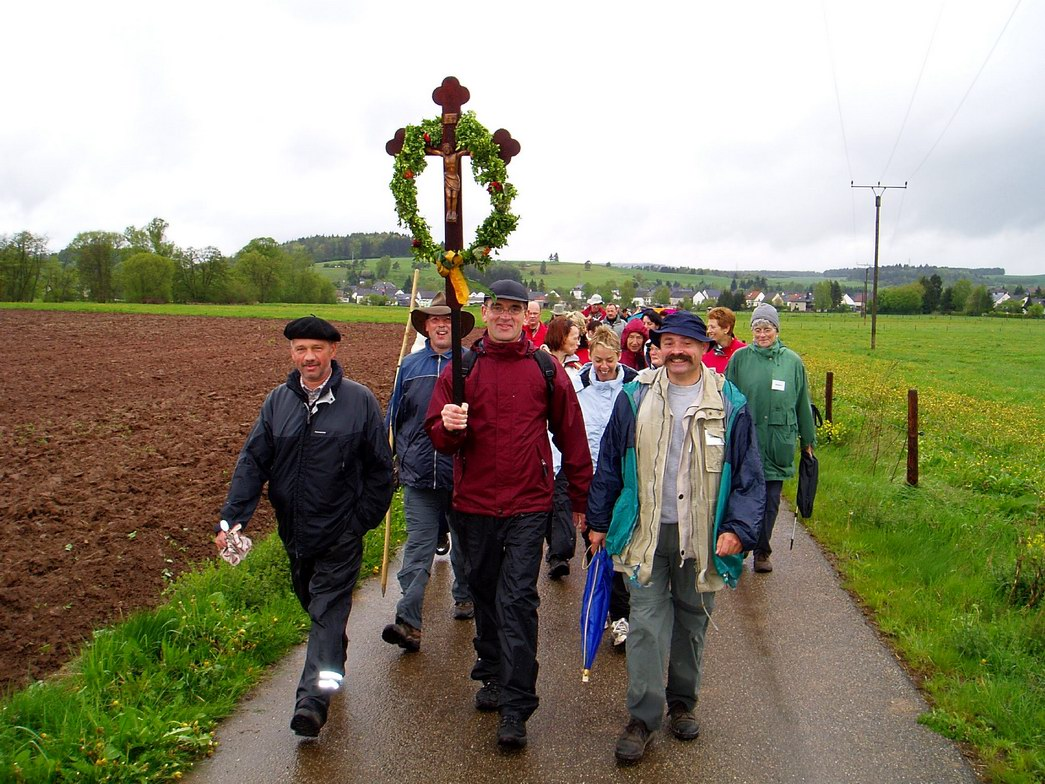
Wallfahrer aus Kaarst-Büttgen auf dem Weg durch die Eifel nach Trier
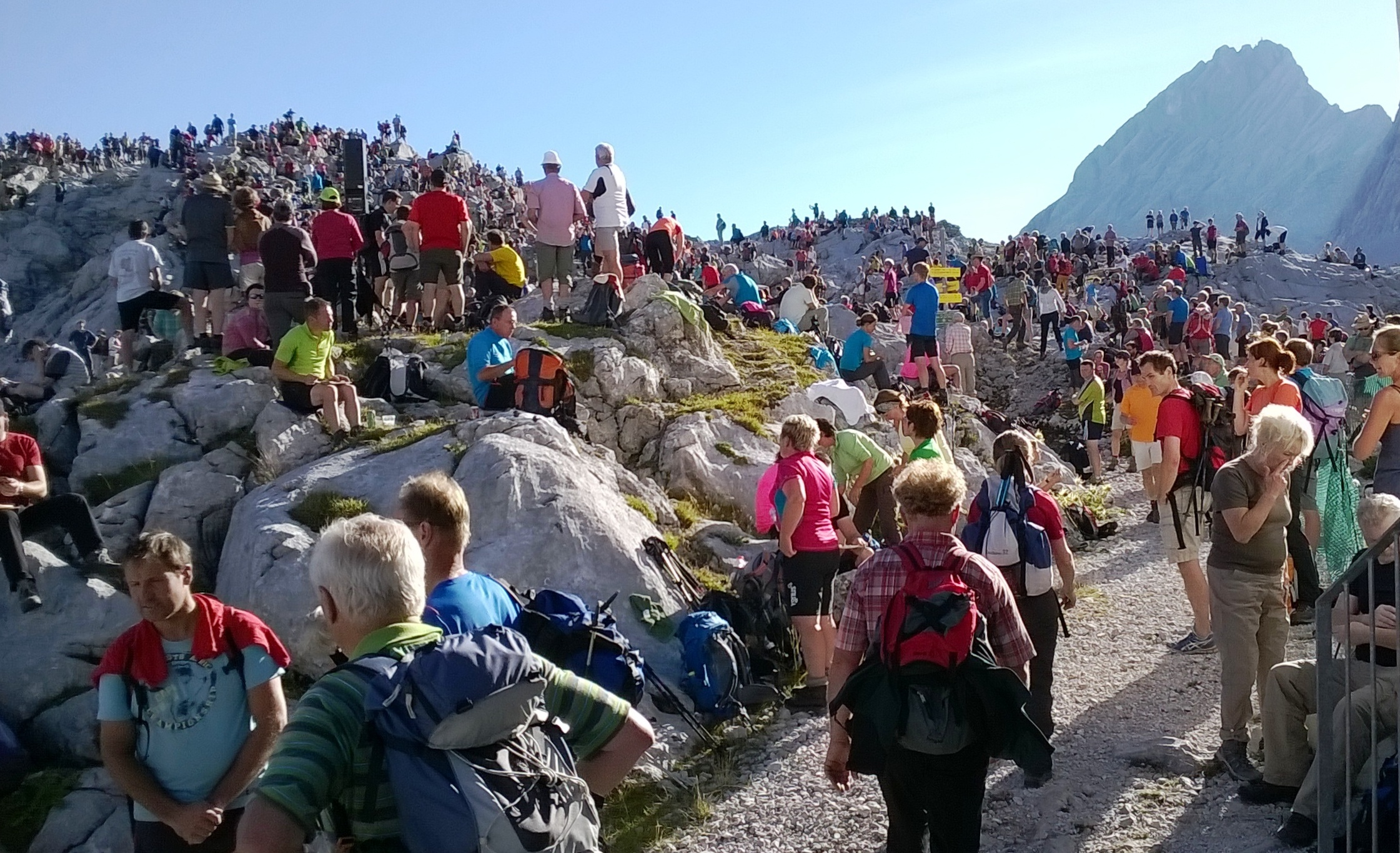
Bergmesse bei der Bartholomä-Wallfahrt

### Orthodoxe Kirchen
Die Orthodoxie führte die Pilgertraditionen der Spätantike weiter, neben den Pilgerstätten im Heiligen Land die Gräber bedeutender Märtyrer, zum Beispiel die Basilika des Heiligen Demetrios in Thessaloniki. Auch die Gräber von Neumärtyrern konnten zu Wallfahrtszielen werden. So wird auf Euböa der unverweste Leichnam Johannes des Russen († 1730) verehrt, der 1924 von Kleinasien hierher überführt wurde; Lesbos ist seit 1962 Ziel einer Wallfahrt zu den Neumärtyrern Raphael, Nikolaos und Eirene.
Es gibt Wallfahrten zu bedeutenden Ikonen: Smolensk, Kasan, das Kloster Kykkos auf Zypern. Auf der Insel Tinos fand die Nonne Pelagia Negroponti 1821 eine Ikone, von der man annahm, dass sie vom Evangelisten Lukas gemalt worden sei. Die Einnahmen aus dem aufblühenden Wallfahrtsbetrieb trugen zum Aufbau des modernen griechischen Staates bei.

## Islam

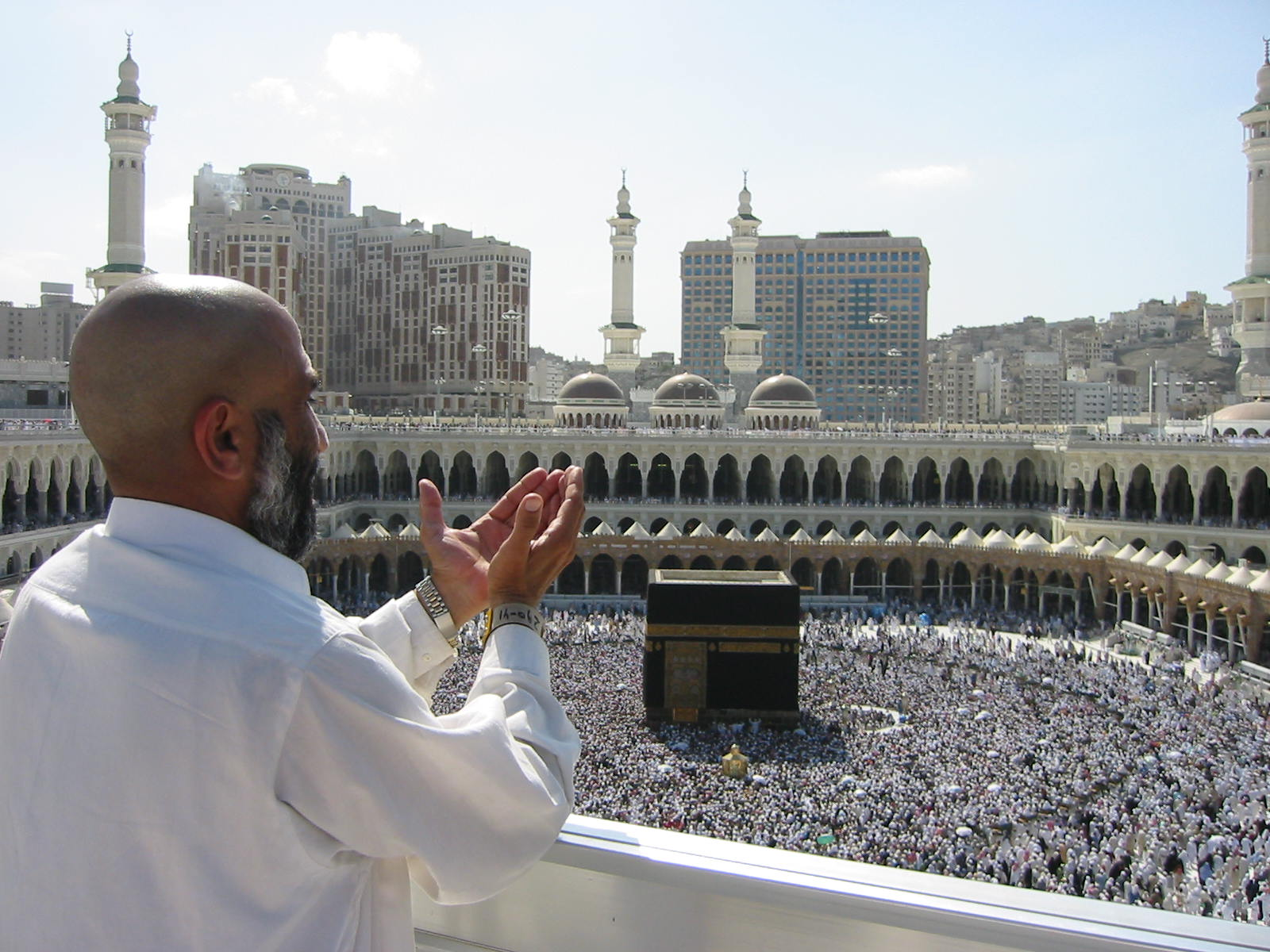
Pilger in Mekka

Im Islam gibt es den Haddsch, die jedem genügend vermögenden Muslim als eine der fünf Säulen des Islam einmal im Leben vorgeschriebene Wallfahrt zur Kaaba in Mekka, die oft mit einem Besuch des Grabs Mohammeds in Medina verbunden wird. Während der Haddsch zu einem bestimmten Zeitpunkt im islamischen Festkalender durchgeführt wird, bietet die kleine Pilgerfahrt, die Umra, die Möglichkeit, während des ganzen Jahres zu den heiligen Stätten nach Mekka zu pilgern. Daneben werden Pilgerreisen zu anderen Orten unternommen, die Ziyāra (Plural Ziyārāt) genannt werden und den gottgefälligen Besuch heiliger Gräber (Qubbas) beinhalten. Mehrere Heilige, wie die Sieben Heiligen von Marrakesch, können auf einer Zirkularwallfahrt besucht werden. In volksislamischen Strömungen sind auch jährliche organisierte Pilgerreisen (Mausim, Plural Mawāsim) zu den Gräbern oder Wirkungsstätten von Heiligen üblich. Der Besuch besonders verehrter Heiliger (regional unterschiedlich Wali, Pir, Sidi oder Marabout) oder eine bestimmte Anzahl solcher Pilgerfahrten kann als Ersatz für einen Haddsch gelten.
Die Schiiten kennen darüber hinaus regelmäßige Wallfahrten zu den Wirkungsstätten ihrer Imame, beispielsweise zur heiligen Stadt Maschhad im Iran.
Von Fundamentalisten werden Wallfahrten zu Heiligengräbern als Idolatrie bekämpft.

## Bahaitum

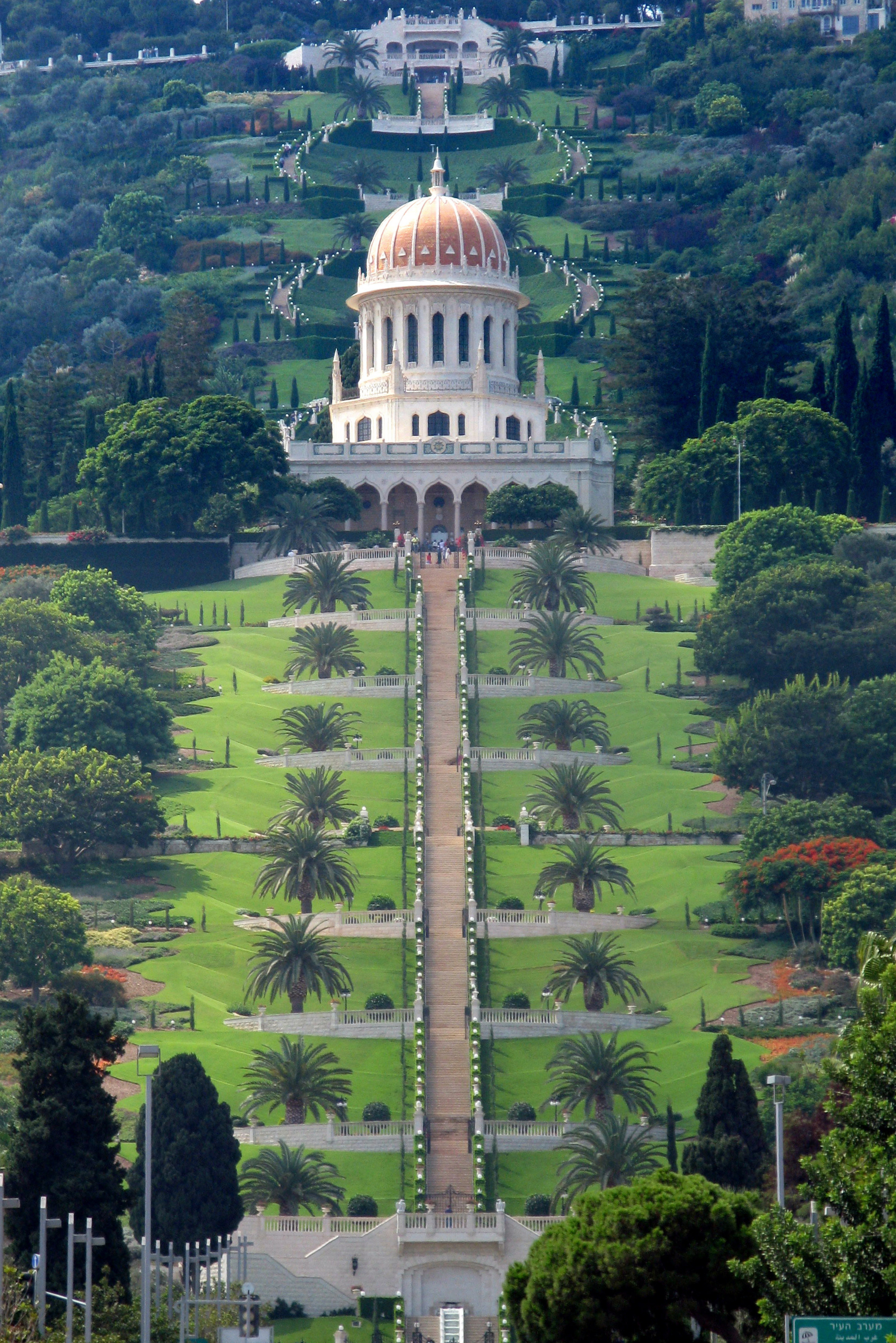
Schrein des Bab in Haifa. Dieser Schrein und der Schrein Bahāʾullāhs in Westgaliläa sind die wichtigsten Pilgerziele der Bahai im Heiligen Land.

Das Bahaitum kennt Pilgerfahrten zu „heiligen Häusern“ und Besuche an verschiedenen weiteren wichtigen heiligen Stätten der Bahai-Geschichte, insbesondere im Raum Haifa in Israel. Im Kitab-i Aqdas legt Bahāʾullāh dar, dass eine Pilgerfahrt verpflichtend sei, sofern die Möglichkeit besteht, wobei für Frauen die Verpflichtung nicht gilt. Er benannte sein Wohnhaus in Bagdad im Irak und das Haus des Bab in Schiras in Iran als „heilige Häuser“ für diese Pilgerfahrten. Nach dem Tod Bahāʾullāhs erweiterte ʿAbdul-Baha' die „heiligen Häuser“ um den Schrein Bahāʾullāhs in Akkon in Israel, und Shoghi Effendi fügte den durch ihn vollendeten Schrein des Bab in Haifa als Pilgerziel hinzu.
Auf Grund der Zerstörung des Hauses des Bab durch die iranischen Revolutionsgarden 1979 und der Zerstörung des Wohnhauses Bahāʾullāhs in Bagdad 2013 verbleiben derzeit die Stätten im Bereich des Berges Karmel als wichtigste Ziele. Während der neuntägigen Pilgerfahrten nach Haifa sind neben den Schreinen des Bab und Bahāʾullāhs auch der Schrein ʿAbdul-Bahas und der Besuch der zahlreichen weiteren „heiligen Stätten“ vorgesehen.

## Indische Religionen
Der Hinduismus kennt heilige Orte (Sanskrit: tīrtha „Furt“), die das Ziel von Wallfahrten (tīrthayātrā) sind. Meist sind sie offen für alle Kasten und sehr beliebt. Da es auf einer Wallfahrt oft nicht möglich ist, die Reinheitsgebote genau einzuhalten, gibt es aber unter Brahmanen auch Vorbehalte gegen Wallfahrten. An Wallfahrtsorten sammeln sich oft Asketen, da sie hier Almosen erhalten; umgekehrt können Asketen auch zum Ziel von Pilgern werden. Zum Besuch eines Pilgerorts gehört meist ein rituelles Bad in einem Fluss. Man kommt, um die Gottheit zu schauen (darshan). Es ist vielerorts üblich, das Kultbild oder die heilige Stätte zu umwandeln (pradakṣinā); Pilgerziele werden häufig nach bestimmten Kriterien zu Gruppen zusammengefasst. So kann man beispielsweise die sieben heiligen Städte besuchen (Ayodhya, Mathura, Haridwar, Benares, Kanchipuram, Ujjain, Dvaraka) oder die vier Hauptpilgerorte (Char Dham) Badrinath, Puri, Rameswaram und Dvaraka. Vom Besuch des Char Dham nimmt man an, dass es besonders einfach Moksha, die Befreiung aus dem Kreislauf von Tod und Wiedergeburt, bringe.
Im Jainismus sind Orte, an denen sich Asketen aufhalten oder in der Vergangenheit rituellen Selbstmord durch Fasten begangen haben, Wallfahrtsorte: die heiligen Berge Abu (Rajasthan), Shatrunjaya (Gujarat) und Shravanabelagola (Karnataka).
Der Buddhismus kennt vier heilige Stätten als Ziele von Pilgerfahrten: Buddhas Geburtsort Lumbini (heute in Nepal), Sarnath, wo er zum ersten Mal lehrte, Bodhgaya, den Ort seiner Erleuchtung, und sein Todesort Kushinagar. In den buddhistischen Ländern selbst pilgert man oft zu besonderen Tempeln oder Klöstern, die durch ihr Alter und ihre Tradition herausragend sind (z. B. Sanchi).

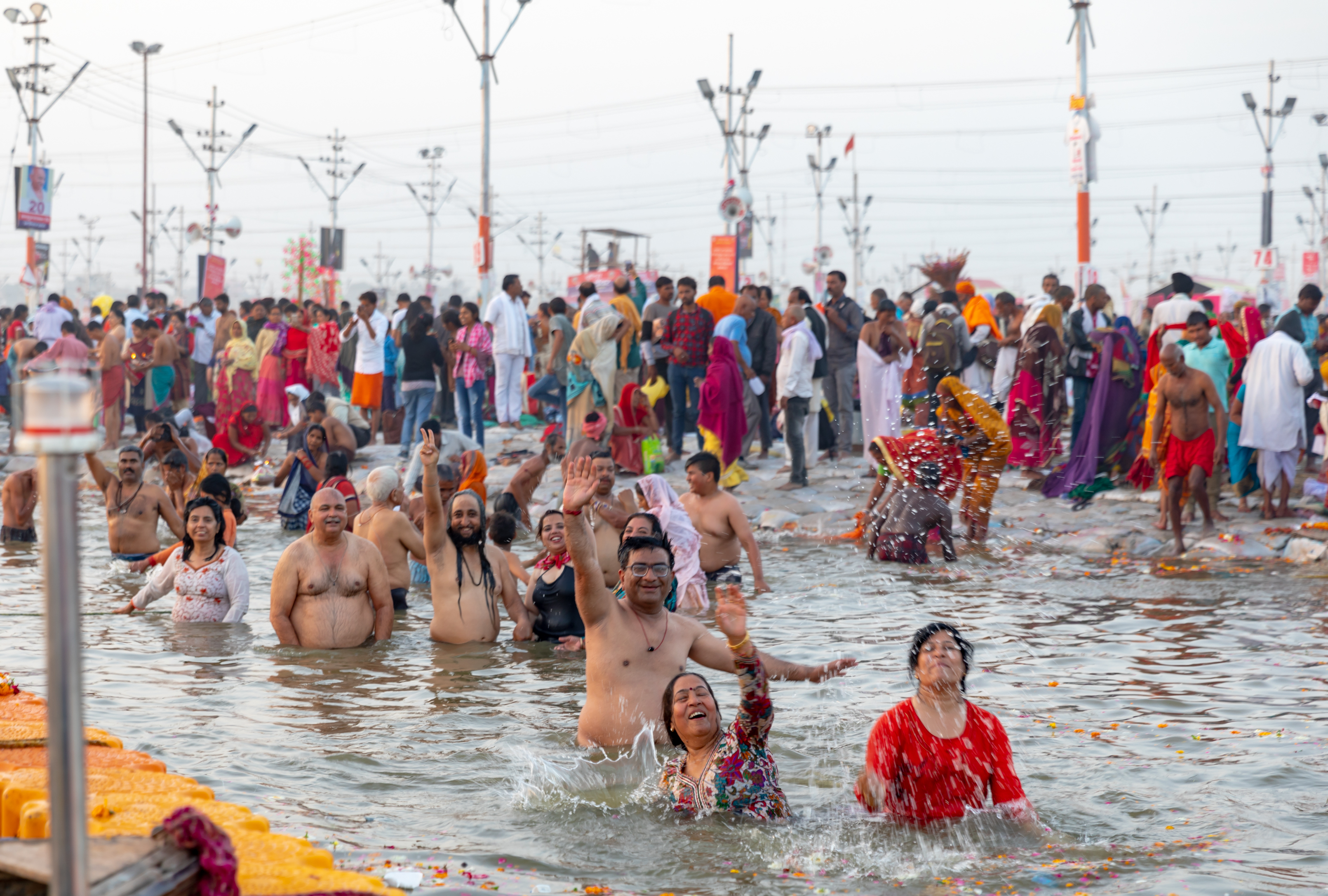
Kumbh Mela
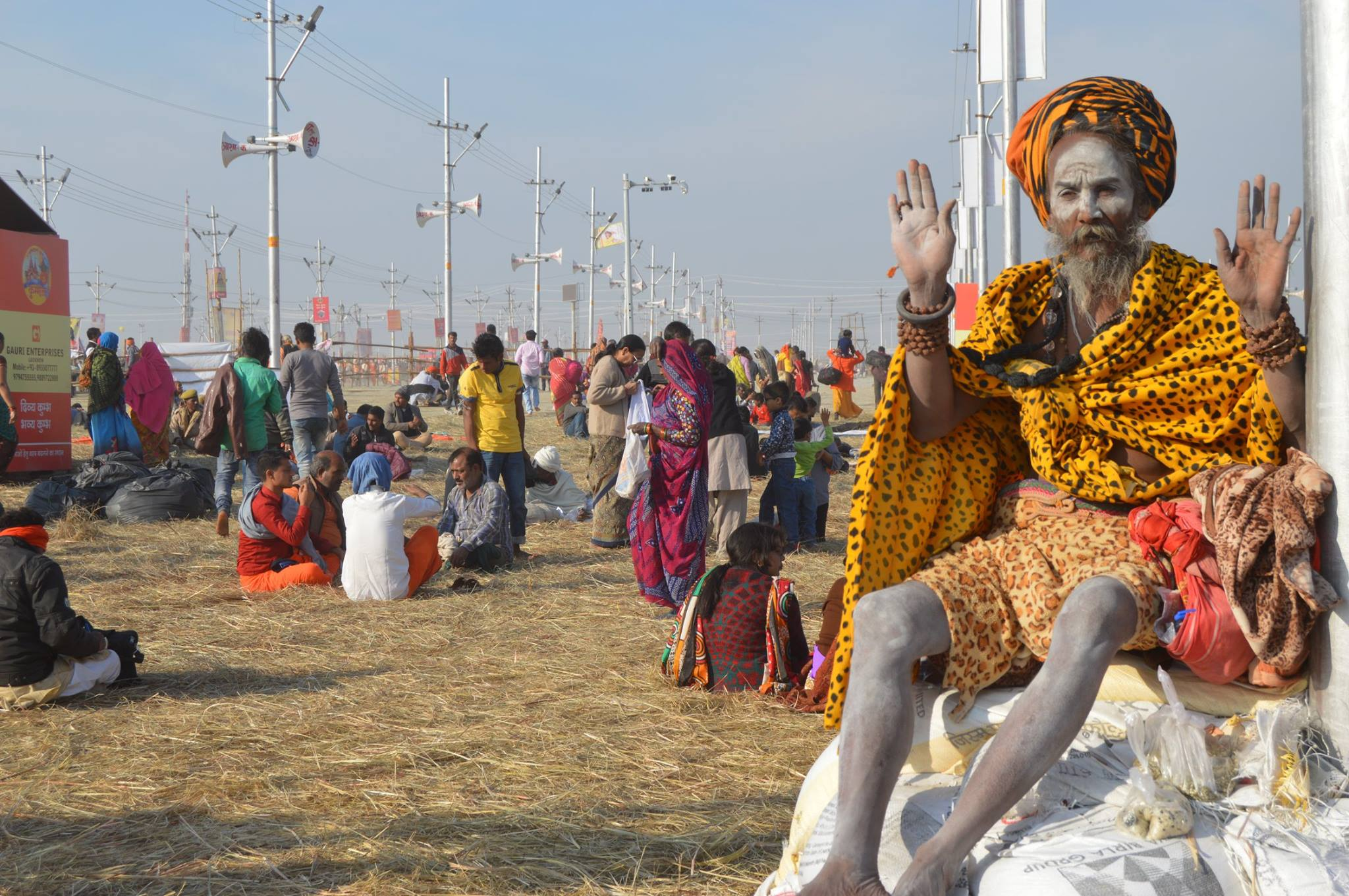
Kumbh Mela
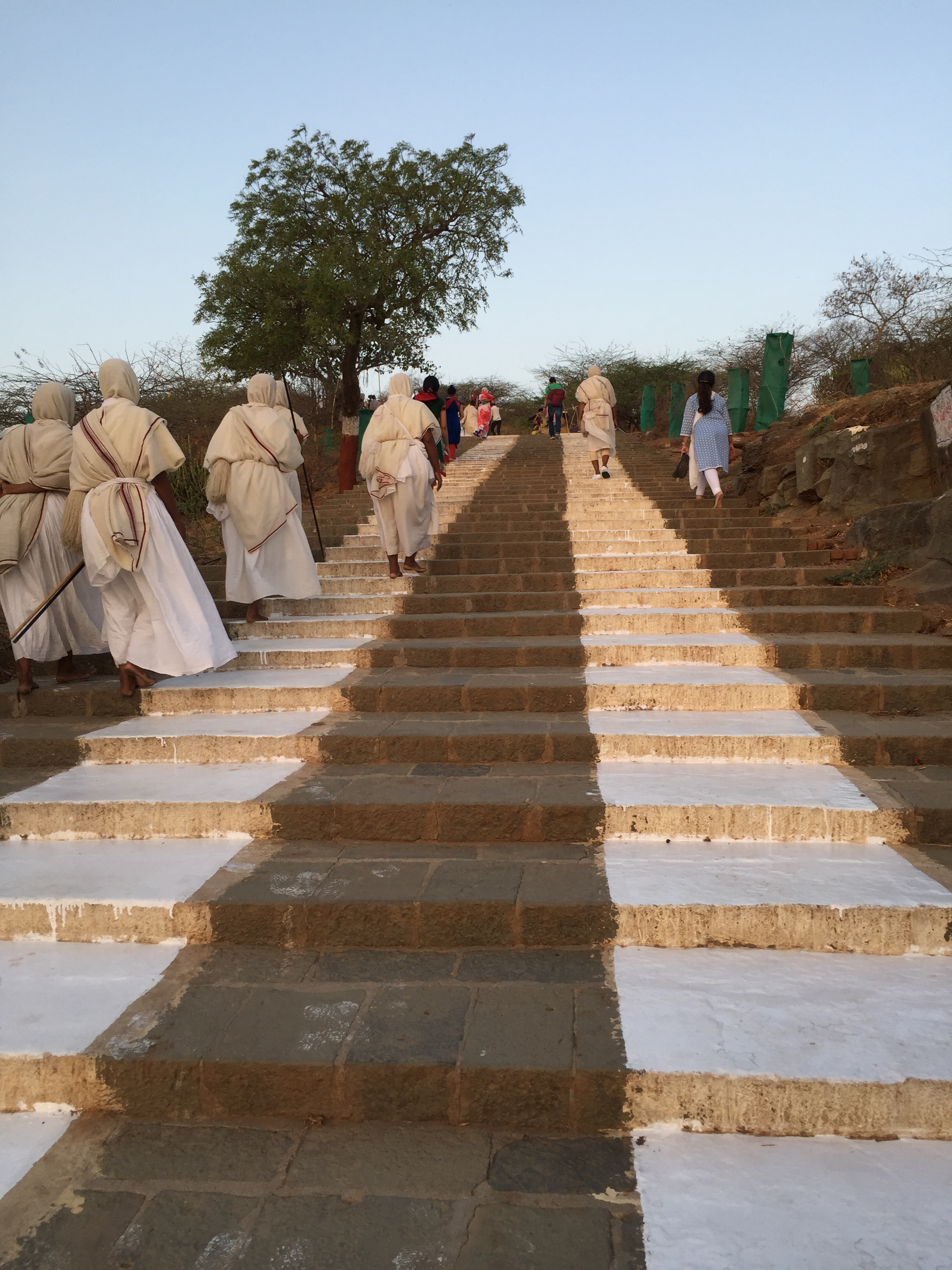
Aufstieg zum Śatrunjaya
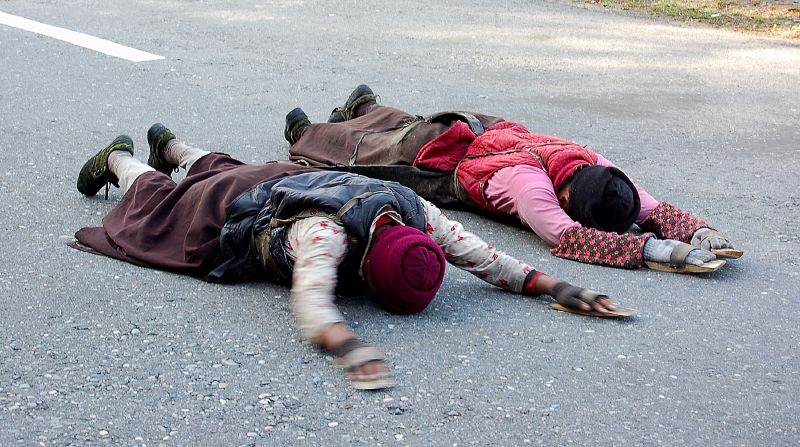
Pilgerfahrt nach Lhasa
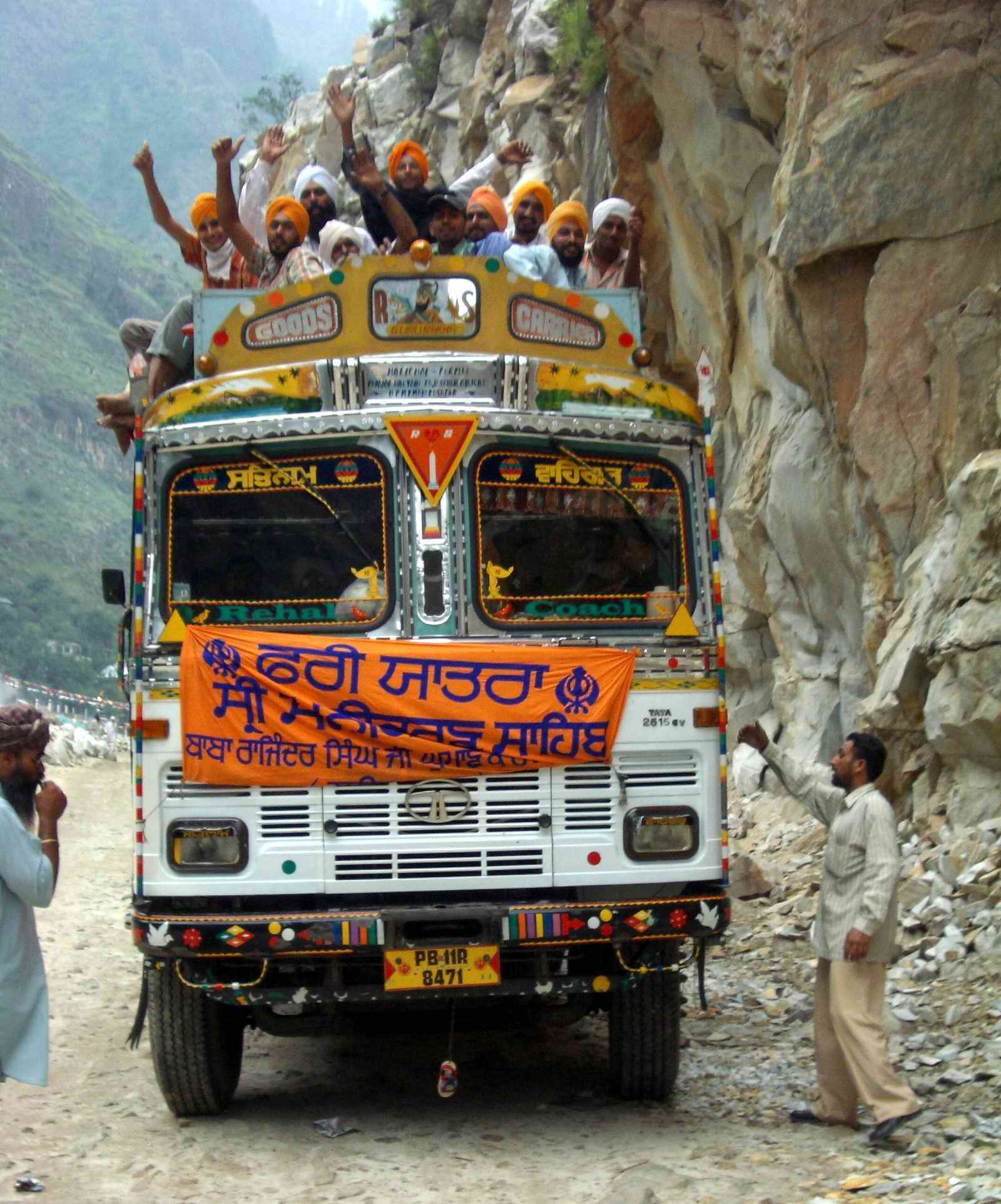
Sikhpilger auf dem Weg nach Manikaran

## Wallfahrten in anderen Religionen
Der Shintō, die einheimische Religion Japans, kennt Pilgerfahrten (Junrei) zum Ise-Großschrein. Es gibt aber  in Japan auch buddhistische Pilgerwege, wie der Shikoku-Pilgerweg mit seinen 88 Tempeln.
Das mexikanische Volk der Huicholes sendet einmal jährlich eine Abordnung auf eine 550 Kilometer weite Reise, um am Zielort eine Jahresration von (im Siedlungsgebiet nicht heimischen) Peyote-Kakteen zu sammeln, welche sie dank einer Sondergenehmigung der mexikanischen Regierung bei verschiedenen religiösen Zeremonien einsetzen dürfen. Daher erscheint es in diesem Zusammenhang nicht angemessen, den Begriff Wallfahrt auf die Huichol anzuwenden. Richtiger ist vielmehr eine ihrer wichtigeren Reisen innerhalb der Ritualgeographie – die man auch als „Peyote-Jagd“ bezeichnet, welche mythologisch verbürgten Inhalten („die erste Jagd“) folgt und der Erfüllung ritueller Inhalte dient – als „Sammelreise“ zu bezeichnen.

## Säkularer Begriffsgebrauch
Der ursprünglich religiöse Begriff hat sich im Laufe der Zeit auf den säkularen Bereich ausgedehnt. So begannen im Zeitalter der Romantik und ihres Geniekults „Pilgerreisen“ zu gefeierten bildenden Künstlern wie Ingres in Paris, Thorvaldsen in Kopenhagen und Overbeck in Rom. Auch im Rahmen des heutigen Kults um Popstars spricht man in der Presse davon, dass beispielsweise Fans von Elvis Presley zur andächtigen Besichtigung seines Hauses Graceland in Memphis, Tennessee, USA „wallfahren“. Auch Grabstätten berühmter Persönlichkeiten werden oft zu „Pilgerstätten“ ihrer Fans, so z. B. die Gräber von John Bonham oder Jimi Hendrix für Schlagzeug- bzw. Gitarrenspieler oder das Grab von Wolfgang Güllich in der Kletterszene.

### Fachlexika
- Oliver Krüger, Corinna Körting, Dieter Sänger, Felix Böhl, Hartmut Kühne, Albert Gerhards: Wallfahrt/Wallfahrtswesen. In: Theologische Realenzyklopädie (TRE). Band 35, de Gruyter, Berlin / New York 2003, ISBN 3-11-017781-1, S. 408–435.
- Franz Winter, Gerbern S. Oegema, Lucia Raspe, Irmengard Jehle, Walter Hartinger, Josef Johannes Schmid, Andreas Müller, Andreas Heinz, Jürgen Paul, Max Deeg, Axel Michaels: Wallfahrt/Wallfahrtsorte. In: Religion in Geschichte und Gegenwart (RGG). 4. Auflage. Band 8, Mohr-Siebeck, Tübingen 2005, Sp. 1279–1297.

### Monographien
- Iso Baumer: Wallfahrt heute. Freiburg 1978, ISBN 3-85764-057-X.
- Iso Baumer: Wallfahrt als Handlungsspiel. Ein Beitrag zum Verständnis religiösen Handelns. Frankfurt am Main 1977, ISBN 3-261-02129-2.
- Stefan Börnchen, Georg Mein (Hrsg.): Weltliche Wallfahrten. Auf der Spur des Realen. München 2010, ISBN 978-3-7705-4898-9.
- Kai Brodersen: Balthasar Mencius: Von Wittenberg nach Jerusalem: Fürstliche Pilgerreisen 1476-1601. Zweisprachige Ausgabe. Speyer 202 2025, ISBN 978-3-939526-87-2.
- Wolfgang Brückner: Zur Phänomenologie und Nomenklatur des Wallfahrtswesens und seiner Erforschung. Wörter und Sachen in systematisch-semantischem Zusammenhang. In: Dieter Harmening et al. (Hrsg.): Volkskultur und Geschichte. Berlin 1970, S. 384–424.
- Ignaz Civelli: Der Pilger im Coupé. Pilgerreisen mit der Eisenbahn 1850 bis 1939 – Eine Alltagsgeschichte. Hamburg 2021, ISBN 978-3-347-24906-6.
- Daniel Doležal, Hartmut Kühne (Hrsg.): Wallfahrten in der europäischen Kultur. Frankfurt am Main u. a. 2006, ISBN 3-631-54996-2.
- Jaś Elsner, Ian Rutherford (Hrsg.): Pilgrimage in Graeco-Roman and Early Christian Antiquity. Seeing the Gods. Oxford u. a. 2005, ISBN 0-19-925079-0.
- Irmengard Jehle: Der Mensch unterwegs zu Gott. Die Wallfahrt als religiöses Bedürfnis des Menschen – aufgezeigt an der Marienwallfahrt nach Lourdes. Würzburg 2002, ISBN 3-429-02475-7.
- Christian Krötzl: Den nordiska pilgrimskulturen under medeltiden. In: Helgonet i Nidaros.Olavskult och kristnande i norden. o. O. 1997, S. 141–160.
- Christof May: Pilgern: Menschsein auf dem Wege. Würzburg 2004, ISBN 3-429-02617-2.
- Angelika C. Messner, Konrad Hirschler (Hrsg.): Heilige Orte in Asien und Afrika. Räume göttlicher Macht und menschlicher Verehrung. Schenefeld/Hamburg 2006, ISBN 3-936912-19-X.
- Michael Rosenberger: Wege, die bewegen. Eine kleine Theologie der Wallfahrt. Würzburg 2005, ISBN 3-429-02716-0.

### Pilgerberichte
- Marie-Joseph de Géramb: Pilgerreise nach Jerusalem und auf dem Berg Sinai, in den Jahren 1831, 1832 und 1833. Kollmann, Augsburg 1837 (Digitalisat)
- Carmen von Samson-Himmelstjerna: Deutsche Pilger des Mittelalters im Spiegel ihrer Berichte und der mittelhochdeutschen erzählenden Dichtung. Berlin 2004, ISBN 3-428-11556-2.
- Markus Schauta: Die ersten Jahrhunderte christlicher Pilgerreisen im Spiegel spätantiker und frühmittelalterlicher Quellen. Frankfurt am Main u. a. 2008, ISBN 978-3-631-56437-0.
- Volker Reichert, Andrea Denke: Konrad Grünemberg – von Konstanz nach Jerusalem. Eine Pilgerfahrt zum Heiligen Grab im Jahre 1486. Wissenschaftliche Buchgesellschaft WBG, Lambert Schneider Verlag, Darmstadt 2015, ISBN 978-3-650-40063-5 und ISBN 978-3-650-40064-2.